# تاریخ سخت‌افزار رایانه

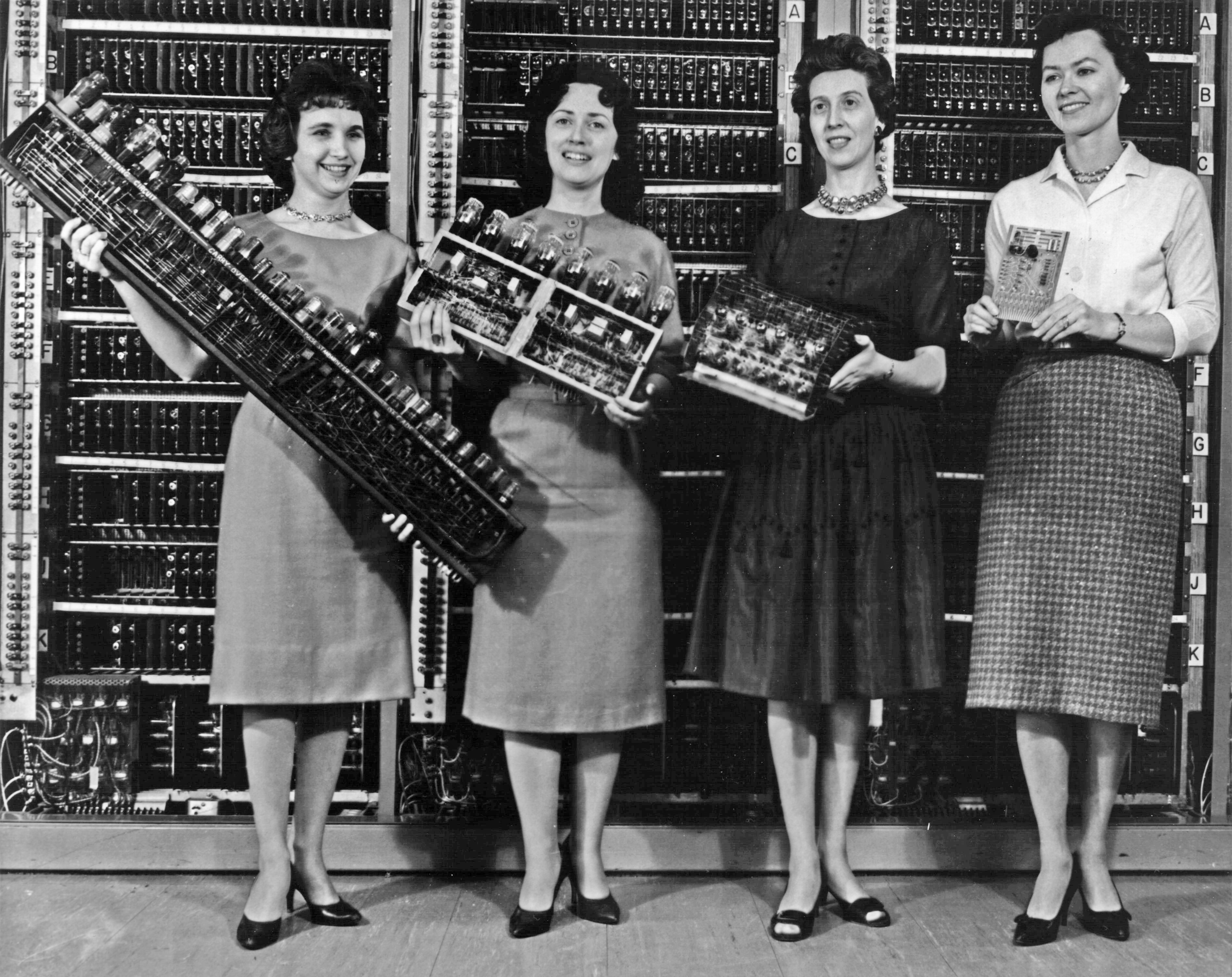
از چپ به راست: برد انیاک (ENIAC)، برد ادواک (EDVAC)، برد اُردواک (ORDVAC) و برد برلِسک (BRLESC)

برخی افراد بر این باورند که ابداع رایانه را می‌توان در ردیف چند واقع مهم در فناوری از جمله اختراع چاپ، موتور بخار، تلفن، رادیو و تلویزیون قرار داد که هر کدام در زندگی انسان، به نوعی انقلاب ایجاد کرده اند. برای یافتن اولین رایانه‌ها و مطالعه تاریخچه رایانه، به هر دستگاهی درطول تاریخ اشاره دارد که توانایی انجام محاسبات ریاضی را داشته باشد. انسان در طول تاریخ دستگاه های زیادی را برای انجام محاسبات ریاضی اختراع کرده است و همواره در کوشش ساخت دستگاه‌های سریعتر است. شاید اولین ابزار انسان برای محاسبه، انگشتان دستش بوده است که با آن محاسبه انگشتی انجام می داده است. در گذشته دستگاه‌های مختلف مکانیکی ساده‌ای مثل چوب خط، ابزار استخوانی، چرتکه، آنتیکیترا و خط‌کش محاسبه نیز رایانه خوانده می‌شدند. در برخی موارد از آن‌ها به‌عنوان رایانه قیاسی نام برده می‌شود. بعدها رایانه‌های دیجیتال الکترونیک پدیدار شدند که قابلیت‌های بسیار فراتری دارند.
دستگاه به کمک محاسبات، عمدتاً با استفاده از یک به یک مکاتبه با انگشتان دست برای هزاران سال مورد استفاده قرار گرفته‌است. اولین دستگاه شمارش احتمالاً به شکل شمارش چوب بوده‌اند.
بعد از نگهداری سوابق کمک در سراسر هلال حاصلخیز شامل محاسبه (حوزه‌های خاک رس، مخروط و غیره) که تعدادی از موارد، احتمالاً دام و دانه، مهرو موم شده در ظروف تو خالی پخته نشده خاک رس نشان داده شده‌است. استفاده از شمارش میله هایک نمونه است. چرتکه اولیه برای کارهای ریاضی مورد استفاده قرار گرفت. چیزی که ما آن را چرتکهٔ روم می‌نامیم در بابل زودتر از ۲۴۰۰ سال قبل از میلاد مورد استفاده قرار گرفت. از آن زمان، بسیاری از اشکال دیگر تخته حساب یا جداول ابداع شده‌است. در یک قرون وسطی اروپا خانه شمارش، یکپارچه شطرنجی می‌تواند بر روی یک جدول قرار داده شده‌است و استفاده از نشانگر در اطراف آن با توجه به قوانین خاص نقل مکان کرد، به عنوان کمکی برای محاسبه مبالغ از پول است.

## تاریخ
برای یافتن اولین رایانه‌ها و مطالعه تاریخچه رایانه، به هر دستگاهی درطول تاریخ اشاره دارد که توانایی انجام رایانش (computing) را داشته باشد. برای یافتن اولین رایانه‌ها و مطالعه تاریخچه رایانه، به هر دستگاهی درطول تاریخ اشاره دارد که توانایی انجام محاسبات ریاضی را داشته باشد. در گذشته دستگاه‌های مختلف مکانیکی ساده‌ای مثل چوب خط، ابزار استخوانی، چرتکه، آنتیکیترا و خط‌کش محاسبه نیز رایانه خوانده می‌شدند. در برخی موارد از آن‌ها به‌عنوان رایانه قیاسی نام برده می‌شود. البته لازم است ذکر شود کاربرد واژهٔ رایانه آنالوگ در علوم مختلف بیش از این است که به چرتکه و خط‌کش محاسبه محدود شود. به‌طور مثال در علوم الکترونیک، مخابرات و کنترل روشی برای محاسبه مشتق و انتگرال توابع ریاضی و معادلات دیفرانسیل توسط تقویت‌کننده‌های عملیاتی، مقاومت، سلف و خازن متداول است که به مجموعهٔ سیستم مداری «رایانهٔ قیاسی» (آنالوگ) گفته می‌شود.
تاریخچه علم رایانه خیلی قبل از نظم و انضباط پیشرفته علم رایانه که در قرن بیستم ظاهر شده‌است، آغاز شده‌است. این ترقّی از اختراعات مکانیکی و تئوری‌های ریاضی به سمت عقاید و ماشین‌های مدرن پیشرفته‌است و یک رشتهٔ آکادمی بزرگ و پایهٔ یک صنعت جهانی خیلی بزرگ را تشکیل داده‌است.
رایانه یکی از دو چیز برجسته‌ای است که انسان در سده بیستم اختراع کرد.

#### چوب خط

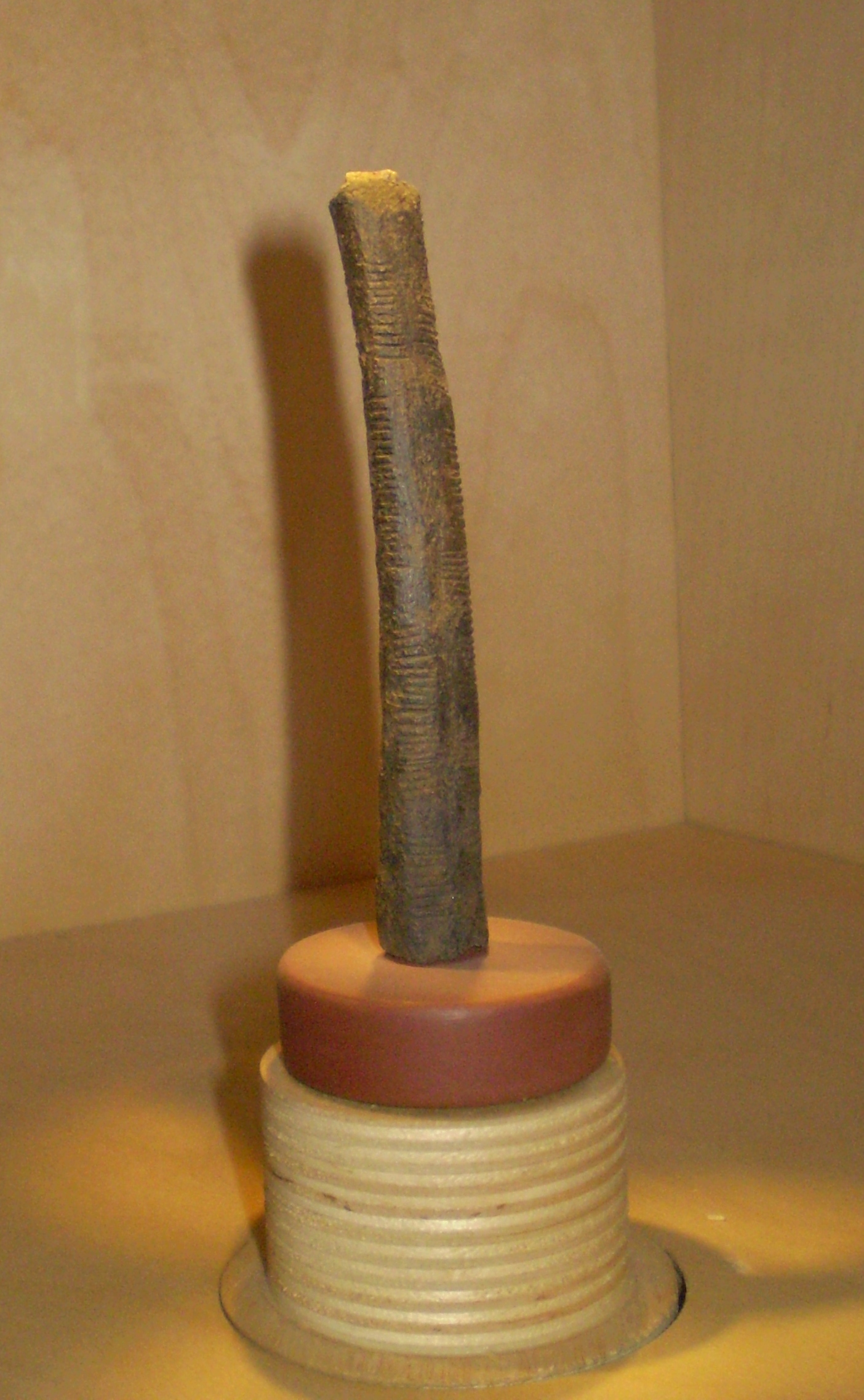
استخوان ایشانگو اولین چوب خط یافت شده.

ابزاری ساده و بسیار قدیمی برای شمارش بوده‌است که در آن از تناظر یک‌به‌یک استفاده می‌شود. به عنوان مثال در شمارش تعداد سیب‌ها برای هر سیب یک انگشت تا می‌شود. سابقه کاربرد چوب‌خط به گذشته‌های پیش از تاریخ می‌رسد و باستان‌شناسان نمونه‌ها و شواهد بسیاری از آن یافته‌اند. در واقع بهترین راه شمارش در قدیم بوده‌است.

#### کیپو
با ترکیب گره های مختلف بر ریسمان های مختلف با رنگ های گوناگون می شد حجم عظیمی از اطلاعات ریاضی مثلا مربوط به جمع آوری مالیات ها و مالکیت اموال را ثبت کرد.

#### چرتکه

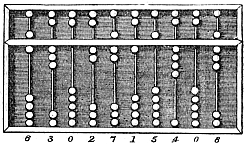
یک چرتکه که عدد ۶٬۳۰۲٬۷۱۵٬۴۰۸ را نشان می‌دهد

چرتکه که یک کمک‌رسان اولیه برای محاسبات ریاضی بود تنها خصوصیت آن این بود که به حافظه افراد برای انجام محاسبات کمک می‌کرد. یک چرتکه اندازه ماهر می‌تواند عملیات جمع و تفریق را با سرعتی برابر با دست جمع و تفریق می‌کند انجام دهد.
قدیمی‌ترین چرتکه‌ای که باقی‌مانده‌است مربوط به ۳۰۰ سال قبل از میلاد است که به وسیله یک امپراتوری در جنوب غرب آسیا استفاده می‌شده.
چرتکه‌های مدرن از حلقه‌هایی درست شده‌اند که روی میله‌ها می‌لغزند در یک چرتکه خیلی پیشرفته ۵ حلقه پایینی در هر میله نشانگر ۵ انگشت دست است و ۲ حلقه بالایی نشانگر ۲ دست است.

#### سازوکار آنتیکیترا

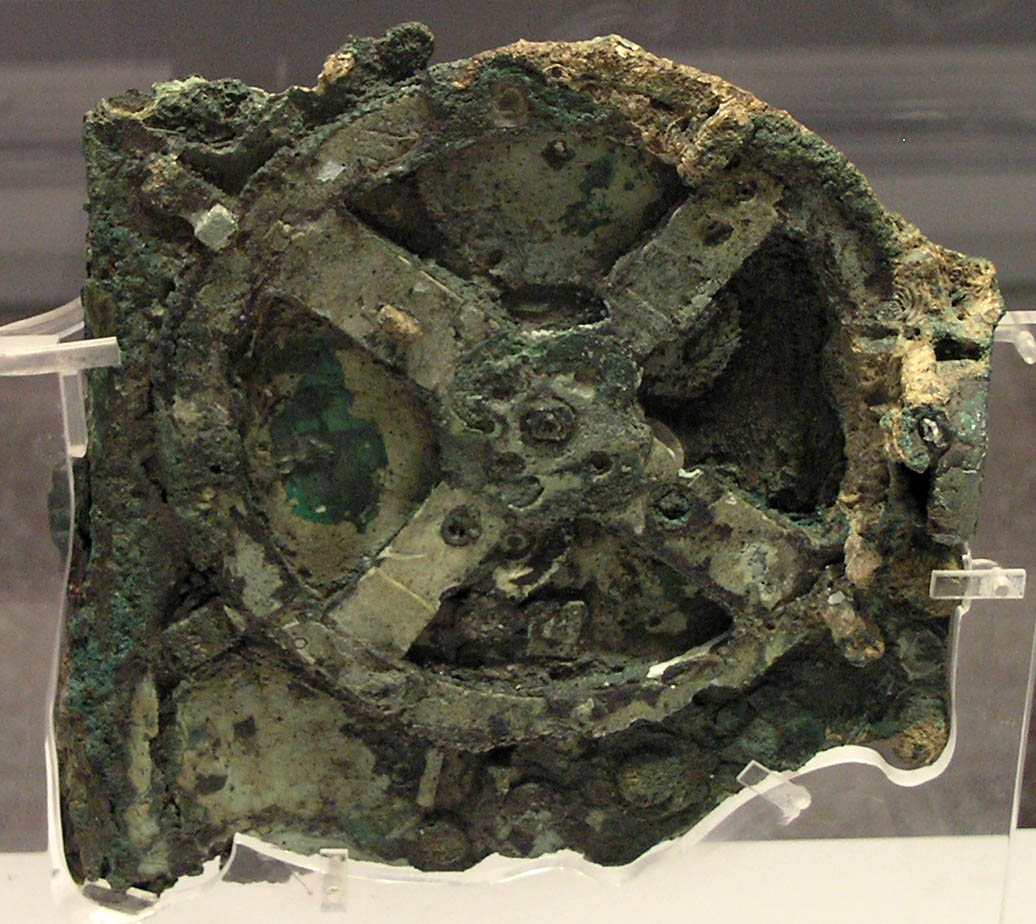
سازوکار آنتیکیترا (۱۰۰ پیش از میلاد) نخستین رایانه آنالوگ جهان متعلق به عصر هلنیستی (موزه باستان‌شناسی ملی آتن).

یک ابزار باستانی مربوط به عصر هلنیستی و اوایل قرن یکم پیش از میلاد مسیح است. این دستگاه به منظور انجام محاسبات مربوط به اخترشناسی و گرفت طراحی شده‌است. ماشین آنتیکیترا به عنوان قدیمی‌ترین نمونه دستگاهی که در آن چرخ‌دنده به کار رفته‌است شناخته می‌شود و گاهی از آن با عنوان نخستین رایانه آنالوگ نام برده می‌شود.

### قرن هفدهم

#### خط کش محاسبه

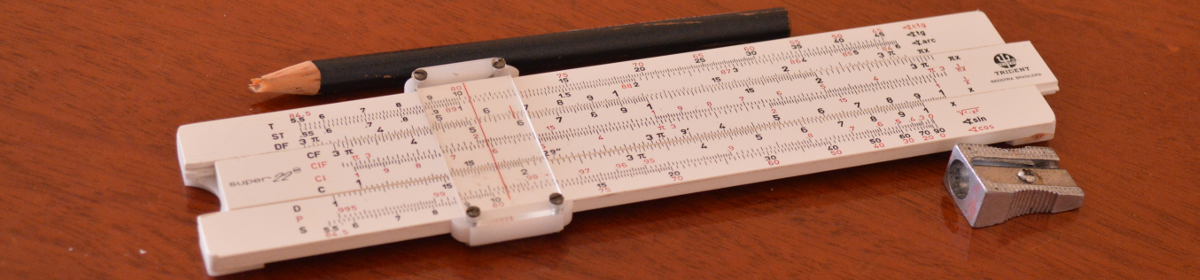
خط کش محاسبه

پیش از ۱۶۱۷ یک اسکاتلندی به نام جان نپر، لگاریتم را اختراع کرد؛ که این اختراع با عنوان تکنولوژی باعث شده که غرب، مورد توجه مردم دنیا قرار گیرد. این عنصر جادویی لگاریتم هر عملوند بود که عموماً از یک فهرست کنده کاری شده گرفته شده بود. اما نپر به آن یک اختیار دیگر اضافه کرد چیزی که ارزش‌های لگاریتم که بر روی عاجها کنده کاری شده بودند امروزه استخوان‌های نپر نامیده می‌شوند.
اختراع نپر مخترعان را مستقیماً به سوی اختراع خط کش محاسبه راهنمایی کرد که اولین بار در سال ۱۶۲۳ در انگلستان ساخته شد و تا دهه ۱۹۶۰ به وسیله مهندسین اخترشناسی برای برنامه فرود آپولو و انسان‌ها به روی ماه استفاده شد.

#### ویلهلم شیکارد
ویلهلم شیکارد، ستارشناس آلمانی، اولین تلاش‌ها را برای ارتقای چرتکه انجام داد. ویلهلم شیکارد در سال ۱۶۲۳ دستگاهی به‌نام «ساعت محاسباتی» ساخت که می‌توان آن را اولین ماشین‌حساب مکانیکی نامید.

#### دستگاه پاسکالین

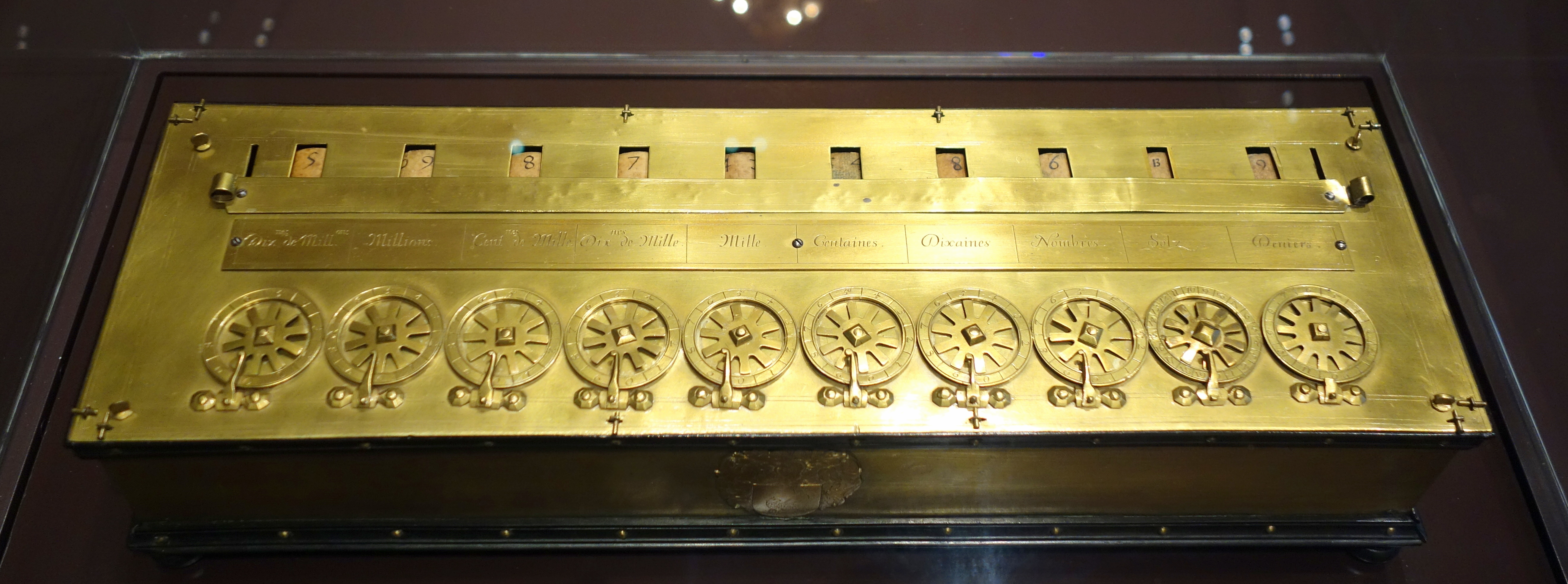
ماشین حساب پاسکال

در سال ۱۶۴۲ بلز پاسکال در سن ۱۹ سالگی پاسکالین را به عنوان یک کمک‌رسان برای پدرش که یک جمع آورنده مالیات بود اختراع کرد. دستگاهی که بلز پاسکال در سال ۱۶۴۲ ساخت اولین تلاش در راه ساخت دستگاه‌های آریتمامتر (Arithmometer) بود.
پاسکال ۵۰ عدد از این دستگاه‌های چرخ دنده‌ای را ساخت؛ ماشین حسابی تک کاره که فقط می‌توانست جمع کند؛ ولی به خاطر قیمت زیاد آن و اینکه این دستگاه واقعاً دقیق نبود (چون در آن زمان ساخت چرخ دنده‌ها با دقت لازم مقدور نبود) نتوانست خیلی به فروش برسد.
سپس تا جایی ترقی کرد که در حال حاضر دانشبرد ماشین‌ها دیجیتال شدند بخش کیلومتر شمار و سرعت سنج ماشین‌های امروزی از دستگاهی بسیار شبیه به پاسکالین استفاده می‌کنند.
پاسکال یک بچه نابغه بود؛ او در سن ۱۲ سالگی در حال انجام آزمایش موقعیت‌های ۳ ثانیه‌ای اقلیدس در کف آشپزخانه دیده شده بود. پاسکال ادامه داد و اختراع‌های زیاد دیگری مانند اختراع قطریه احتمال و منگنه آبی و سرنج را انجام داد. تصویر رو به رو، تصویری از پاسکالین می باشد.

#### گوتفرید لایبنیتس
لایبنیتز ریاضی‌دان آلمانی نیز از نخستین کسانی بود که در راه ساختن یک دستگاه خودکار محاسبه کوشش کرد. او در سال ۱۶۷۱ (میلادی) دستگاهی برای محاسبه ساخت که کامل شدن آن تا ۱۹۶۴ به درازا کشید. هم‌زمان در انگلستان ساموئل مورلند در سال ۱۶۷۳ دستگاهی ساخت که جمع و تفریق و ضرب می‌کرد. در سال ۱۷۰۳ گوتفرید لایبنیتس، منطق مجرد را توسعه داد. ریاضیات تحت سیستم اعداد دودویی با دست‌نوشته‌های او مفهوم پیدا کرد.

#### محاسبه گر پله ای

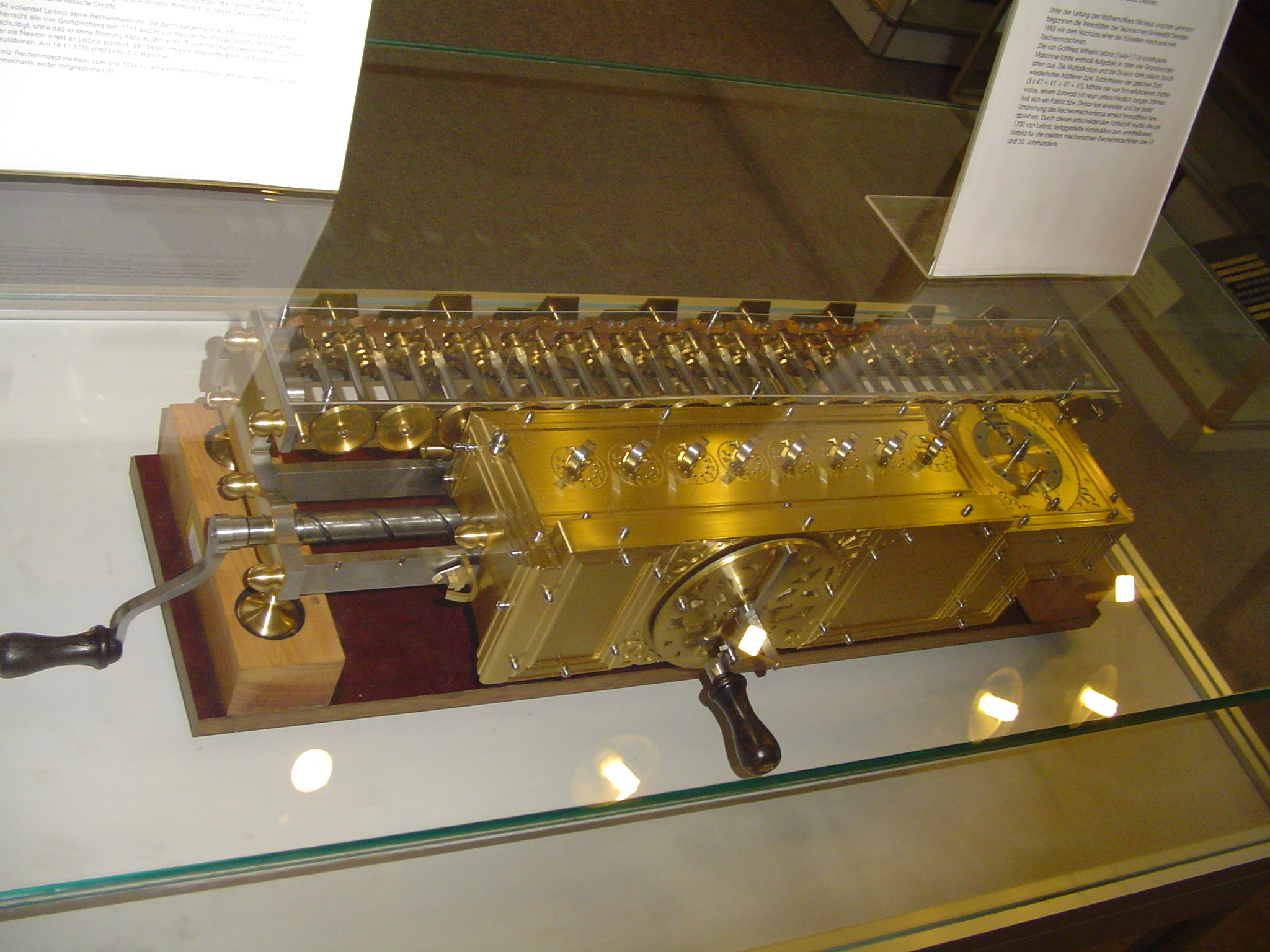
محاسبه گر پله ای

تنها چند سال پس از پاسکال گوتفرید ویلهلم لایبنیتس (همکار نیوتون) ساختن ماشین حساب چهار کاره (جمع و تفریق و ضرب و تقسیم) را مدیریت کرد؛ که محاسبه گر پله‌ای نامیده شد. چون این دستگاه به جای چرخ دنده از طبل‌های شیار دار دارای ۱۰ شیار که به ترتیب در پیرامون این طبل‌ها چیده شده بودند استفاده می‌کرد. همچنین این محاسبه گر پله‌ای از سیستم عدد ده دهی (هر طبل ۱۰ شیار داشت) استفاده کرد.
لایبنیتس اولین کسی بود که از استفاده از سیستم باینری اعداد طرف داری کرد؛ که پایه و اساس بهره‌برداری از رایانه‌های مدرن است. لایبنیتس به عنوان یکی از بزرگ‌ترین فیلسوف‌ها شناخته شد ولی او در تنهایی و فقر از دنیا رفت.

### قرن نوزدهم

#### کارت‌های پانچ (منگنه)

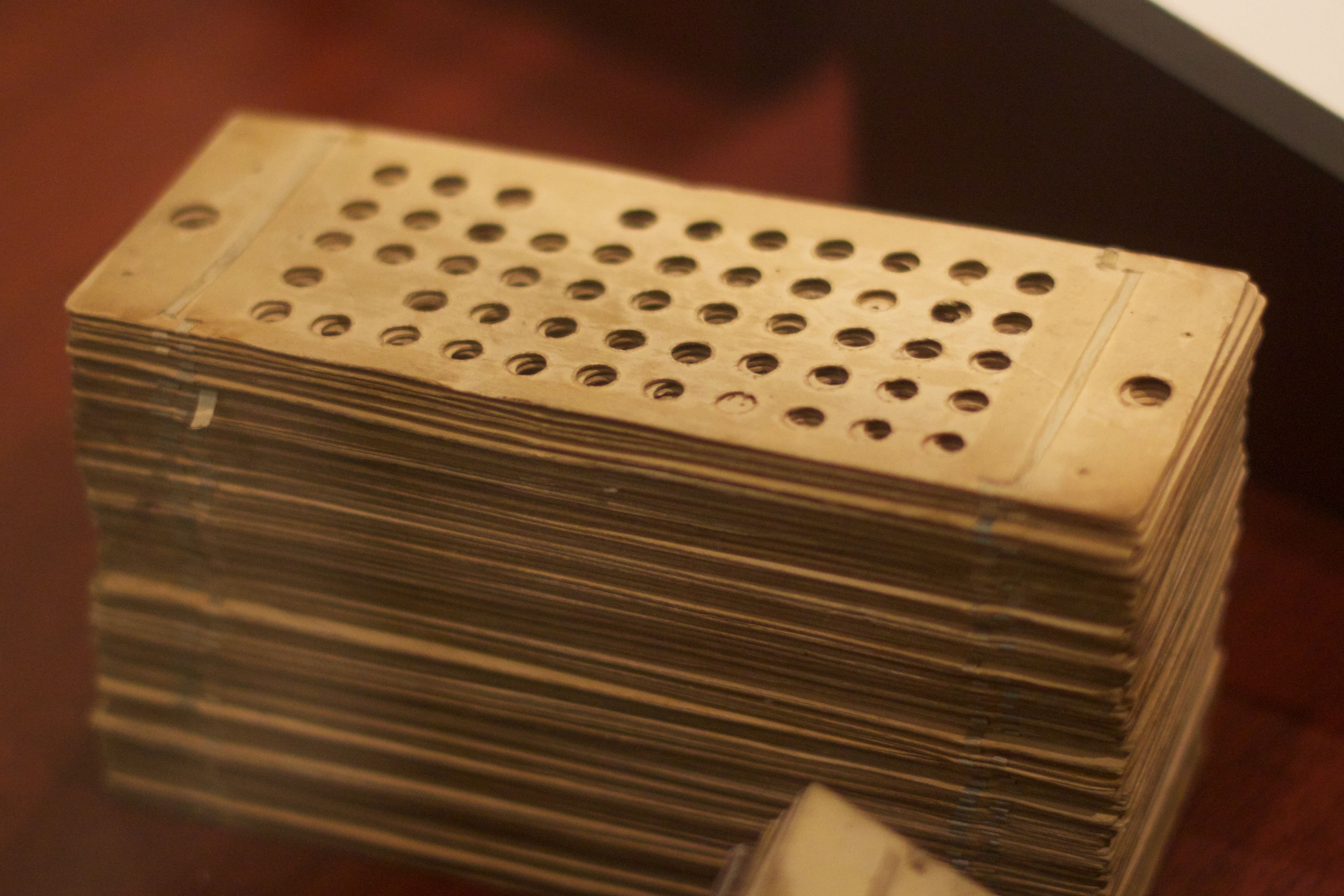
کارت پانچ

در سال ۱۸۰۱ جوزف ماری جکوارد فرانسوی یک دستگاه بافندگی قوی را اختراع کرد که توانست بافندگی‌اش (و تزئین روی پارچه روی یک الگو به‌ طور اتوماتیک) را بنیان‌گذاری کند.
این دستگاه از روی کارت‌های چوبی منگنه‌ای که در یک ردیف طولانی به وسیله یک طناب به هم کمک می‌کردند می‌خواند.
نسل‌های این کارت‌های منگنه‌ای از قبل از این نیز استفاده می‌شده‌اند. تکنولوژی جکوارد یک عطیه و نعمت راستین برای کارخانه داران بود اما خیلی از کارکنان کارخانه‌ها را بیکار می‌کرد و جمعیت انبوه مردم عصبانی کارخانه‌های جکوارد را ورشکست کرد و حتی یک نفر هم به او حمله کرد.
تاریخ پر از مثال‌هایی از آشوب‌های کارگران به دنبال ابداع یک تکنولوژی است؛ ولی بیشتر مطالعات این را نشان می‌دهد که در همه جا تکنولوژی در حقیقت تعداد شغل‌ها را افزایش داده ‌است.

#### ماشین محاسبه گر بخاری (موتور تفاوت)

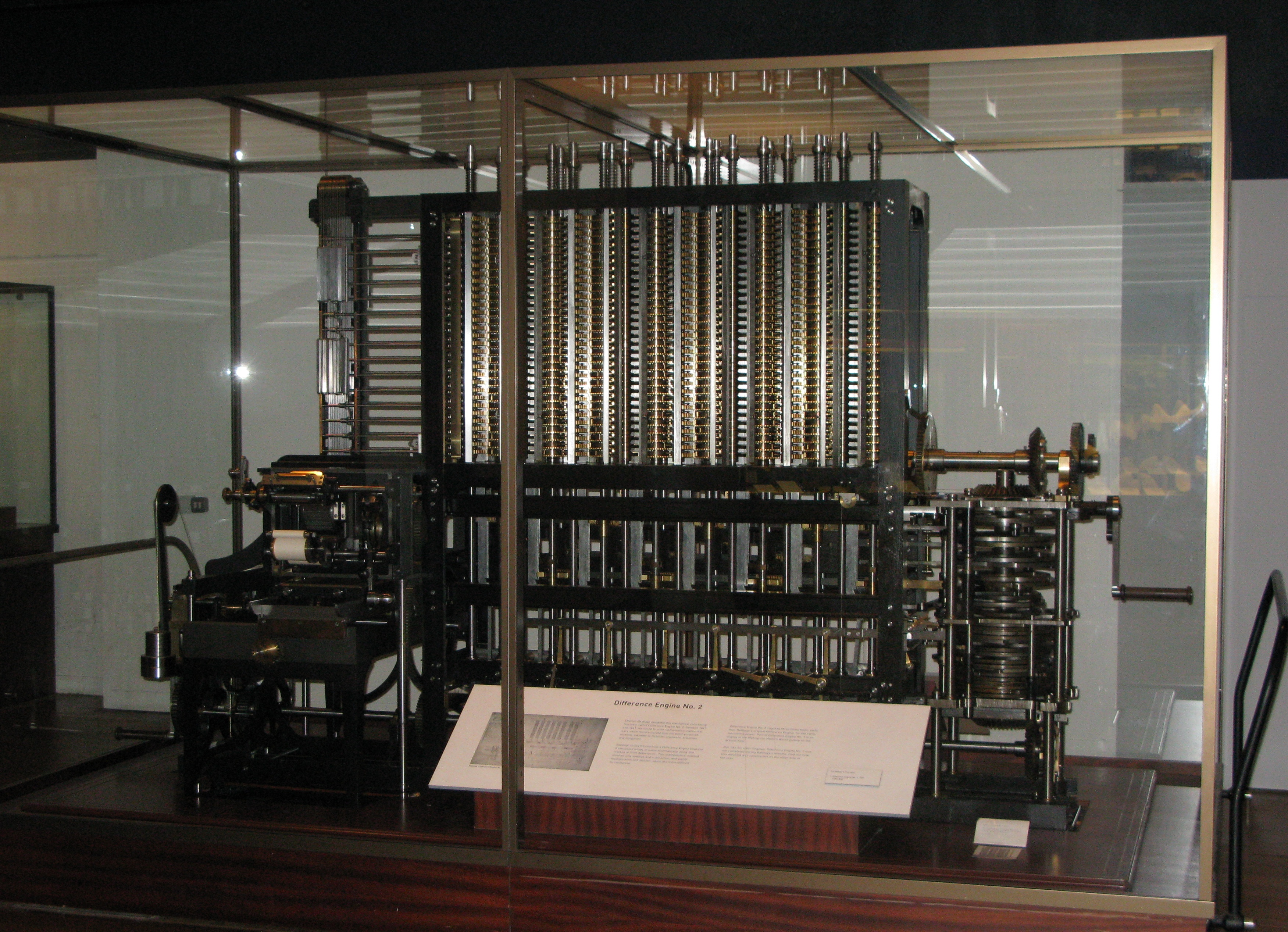
موتور تفاوت

در سال ۱۸۲۲ یک ریاضی‌دان انگلیسی چارلز پاپیج ماشین محاسبه گر بخاری را پیشنهاد کرد. این ماشین به اندازه یک اتاق بود که آن را موتور تفاوت نامید. این ماشین قادر به محاسبه فهرست‌هایی از اعداد،مانند جداول لگاریتمی بود. او سرمایه و بودجه دولتی را برای این پروژه به خاطر اهمیت جداول عددی در کشتیرانی در اقیانوس که به وسیله آن تجارت آبی و نیز نیروی دریایی نظامیشان را ترقی می‌دادند جذب کرد. دولت انگلیس برنامه‌ریزی کرده بود که بزرگترین امپراتوری جهان شود اما در آن زمان دولت انگلستان در حال چاپ یک سری ۷ جلدی جداول کشتیرانی به همراه یک جلد کتاب تصحیحات بود که نشان می‌داد این سری کتاب بالغ بر ۱۰۰۰ اشتباه عددی داشت. این آرزو می‌رفت که ماشین بابیج بتواند اشتباهات به این گونه را رفع کند. اما ساخت دستگاه «ماشین تفاوت بابیج» ثابت کرد بسیار سخت است. و این پروژه به زودی تبدیل به گرانترین پروژهٔ بودجه‌ای دولت تا آن زمان در تاریخ انگلستان شد. ده سال بعد کامل کردن این دستگاه غیرممکن شد. نسخه کاملی از آن در سال 1990 ساخته شد که در موزه لندن نگه داری می شود.

#### موتور تحلیلی

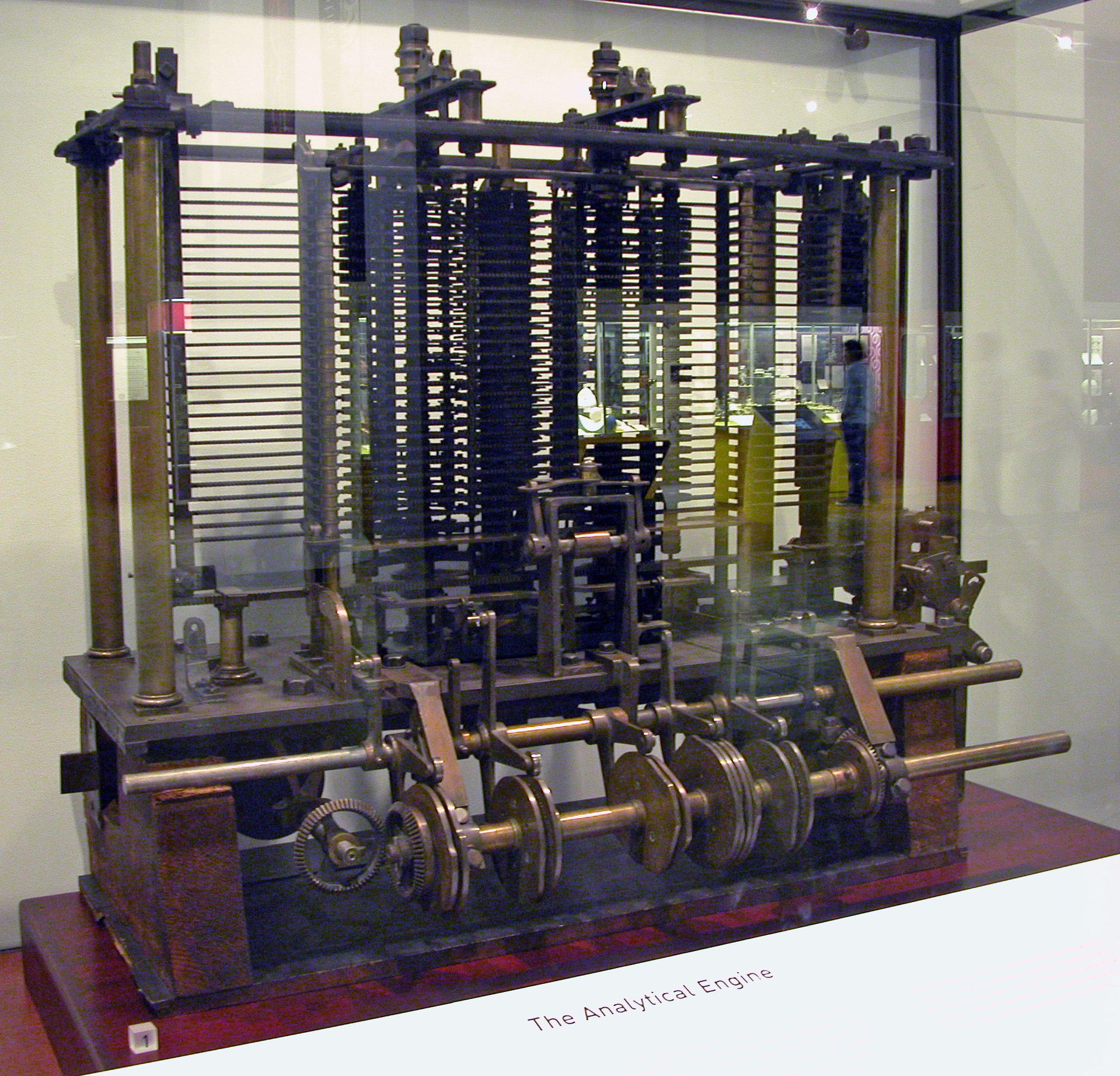
موتور تحلیلی

بابیج دلسرد نشد و با وجود این سراغ فکر بعدیش رفت. چیزی که او آن را موتور تحلیلی نامید. این وسیله به اندازه یک خانه بزرگ بود و به اندازهٔ ۶ اسب بخار قدرت داشت؛ چون که این دستگاه به خاطر تکنولوژی کارت‌های منگنهٔ جکوارد قابل برنامه‌ریزی بود، هدف کلی تری داشت.
اما این بابیج بود که پرش خردمندانهٔ مهمی را مربوط به کارت‌های منگنه کرده بود. در دستگاه بافندگی جکوارد بودن یا نبودن هر سوراخ در کارت به یک نخ اجازه می‌داد که بگذرد و یا اینکه متوقف شود. بابیج فهمید که الگوی حفره‌ها می‌تواند برای نشان دادن یک ایده انتزاعی استفاده شود. بابیج فهمید که نیازی ندارد که یک مسئله به خودی خود به‌طور فیزیکی از سوراخ‌ها عبور کند. از این گذشته بابیج دریافت که کارت‌های منگنه می‌توانند به عنوان دستگاه ذخیره به کار روند و اعداد محاسبه شده را برای محاسبات بعدی نگه دارند. بابیج به خاطر ربط این دستگاه به دستگاه جکوارد نام دو قسمت مهم از دستگاهش را میل و استور گذاشت. چون هر دو کلمه در صنعت بافندگی استفاده می‌شد.
استور جایی بود که اعداد نگهداری می‌شدند و میل جایی بود که آن‌ها به منظور رسیدن به نتایج تازه ترکیب می‌شوند.
ماشین تحلیلی بسیاری از ویژگی‌های یک رایانه مدرن امروزی را داشت. در این دستگاه، قطعه‌ای شبیه به CPU وجود داشت که بابیج آن را Mill نام‌گذاری کرده بود. به‌علاوه این ماشین تحلیلی، حافظه‌ هم داشت که بابیج آن را Store نام‌گذاری کرده بود. در رایانه‌های مدرن استور(store) واحد حافظه نامیده می‌شود و به میل واحد پردازش مرکزی می‌گویند. موتور تحلیلی دارای کلید تابعی بود که رایانه‌ها را از ماشین‌های حساب متمایز می‌کرد. (جملهٔ شرطی) یک جملهٔ شرطی اجازه می‌داد که برنامه نتایج مختلفی را در یک زمان واحد به دست آورد. بر اساس جملهٔ شرطی مسیر بر نامه مشخص می‌شد.

#### ماشینحسابداری

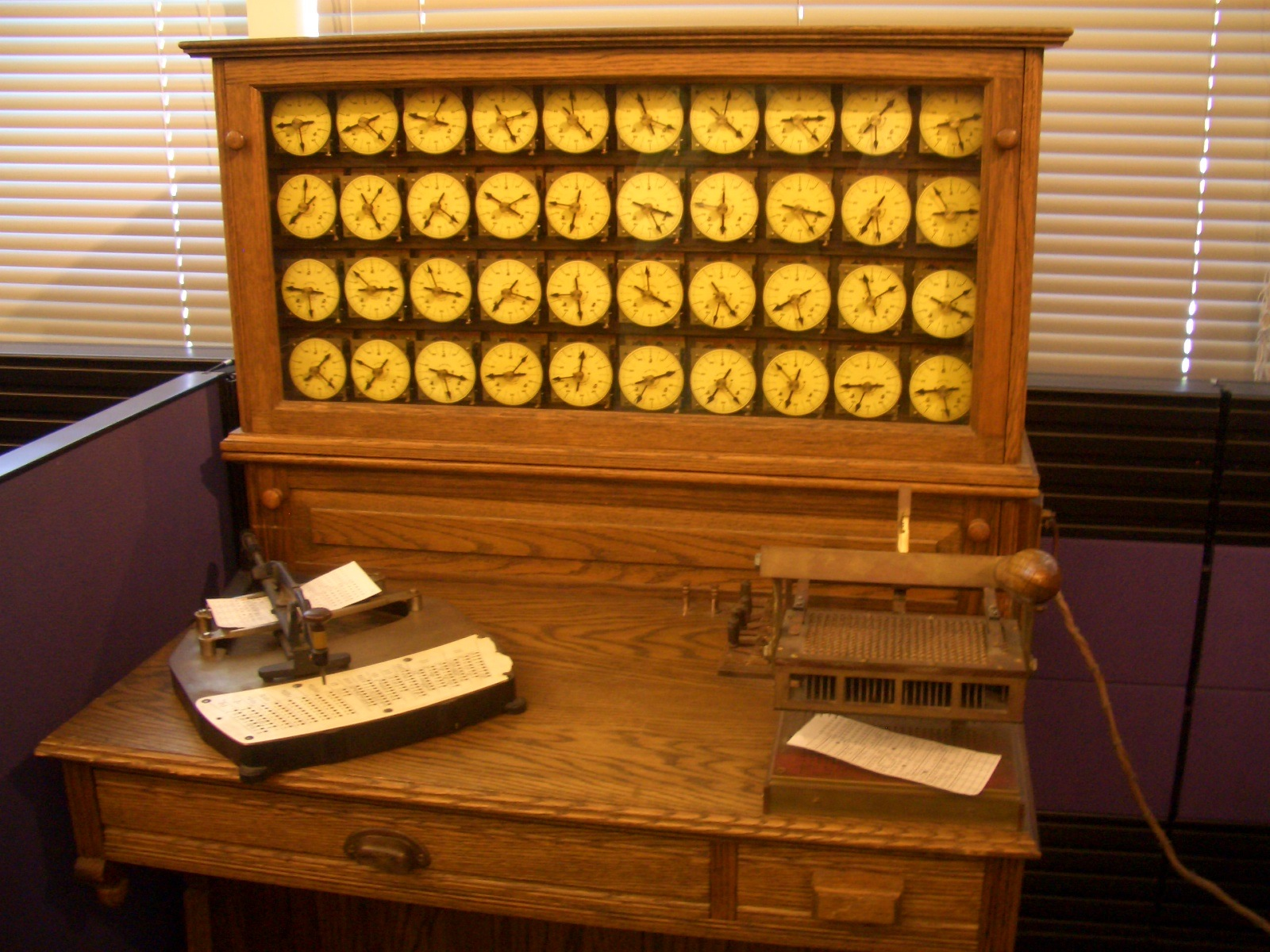
ماشین حسابداری هولریث، طراحی شده توسط هرمان هولریث در ۱۸۹۰

یا ماشین حساب الکتریکی، یک دستگاه الکترومکانیکی بود، که با هدف کمک به خلاصه کردن اطلاعات ذخیره شده در کارت‌های پانچ، طراحی شده بود. این دستگاه در دهه ۱۸۸۰ توسط هرمان هولریث اختراع شد و نخستین بار، بمنظور پردازش داده‌ها در سرشماری سال ۱۸۹۰ ایالات متحده مورد استفاده قرار گرفت.

#### نمایشگر
اولین نمایشگر CRT در جهان توسط یولیوس پلوکر در سال 1897 اختراع کرد.

#### IBM

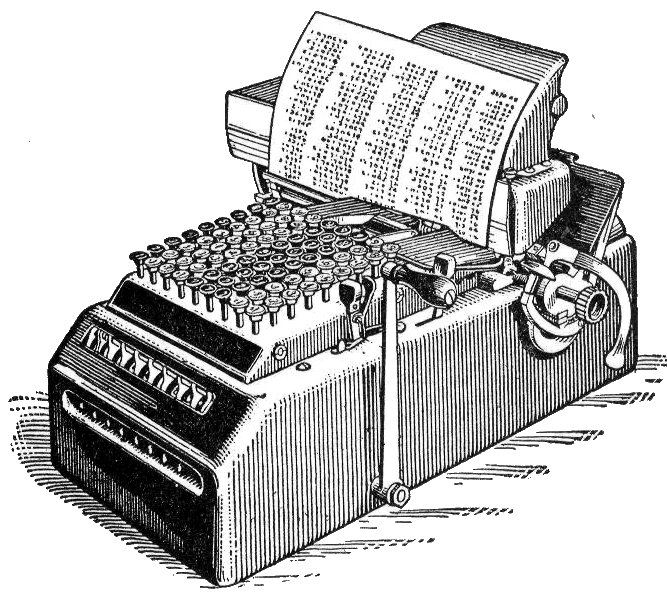
ماشین محاسبه گر در سال ۱۹۱۴‌

هولریث یک شرکت بنا کرد که بعد از مدتی به یک شرکت تجاری بین‌المللی تبدیل شد که امروزه ما آن را به نام آی بی ام می‌شناسیم.
آی بی ام به سرعت رشد کرد و کارت‌های منگنه همه جا را فرا گرفتند. امروزه کارت‌های منگنه اطلاعات مشخصی از قبیل نام شما و آدرس شما و به عنوان مثال مصرف گاز شما را ذخیره می‌کنند و سپس از این طریق قبض شما محاسبه و برایتان فرستاده خواهد شد. البته امروزه هکرهایی هستند که با هک کردن این کارت‌ها مبالغ مصرفی خود را کاهش می‌دهند.
ماشین شمارشگر هولریث اولین ماشینی بود که بر روی جلد مجله‌ای تا به ان زمان به چاپ رسیده بود.
آی بی ام ماشین حساب‌هایش را برای فروش به شرکت‌های تجاری همراه با حساب داری مالی و حسابداری اموال پیشرفت داد. یک خصوصیت در قالب دو ویژگی حسابداری مالی و حسابداری اموالی.
اما ارتش آمریکا به یک حسابگر بهینه برای انجام محاسبات علمی نیاز داشت.
در جنگ جهانی دوم آمریکا ناوهای جنگی ای داشت که به سختی فشنگ‌ها و گلوله‌هایی به وزن برابر با یک ماشین کوچک را تا ۲۵ مایل می‌کشید.
فیزیک دانان باید معادله‌ای می‌نوشتند که بیان کند چگونه شرایط جوی و باد و جاذبه و سرعت اولیه و غیره می‌توانند مسیر گلوله‌ها را تعیین کنند. اما حل چنین معادله‌ای بسیار سخت بود.
این‌ها کارهایی بود که توسط رایانه‌های بشری انجام شد و نتایج آن‌ها در دفترچه راهنمای نظامی منتشر می‌شد.

### قرن بیستم

#### هدفون
اولین هدفون جهان توسط Nathaniel Baldwin در سال 1910 اختراع شد.

#### زد۱
یک رایانه مکانیکی موتور محور بود که توسط کنراد تسوزه از سال ۱۹۳۶ تا ۱۹۳۷ طراحی شد. او از سال ۱۹۳۶ تا ۱۹۳۸ در خانه پدر و مادرش ساخت. این یک ماشین حساب مکانیکی باینری با قابلیت برنامه‌ریزی محدود بود که دستورالعمل‌های فیلم سلولویید مشت شده را می‌خواند.

#### رایانه آتاناسف-برری

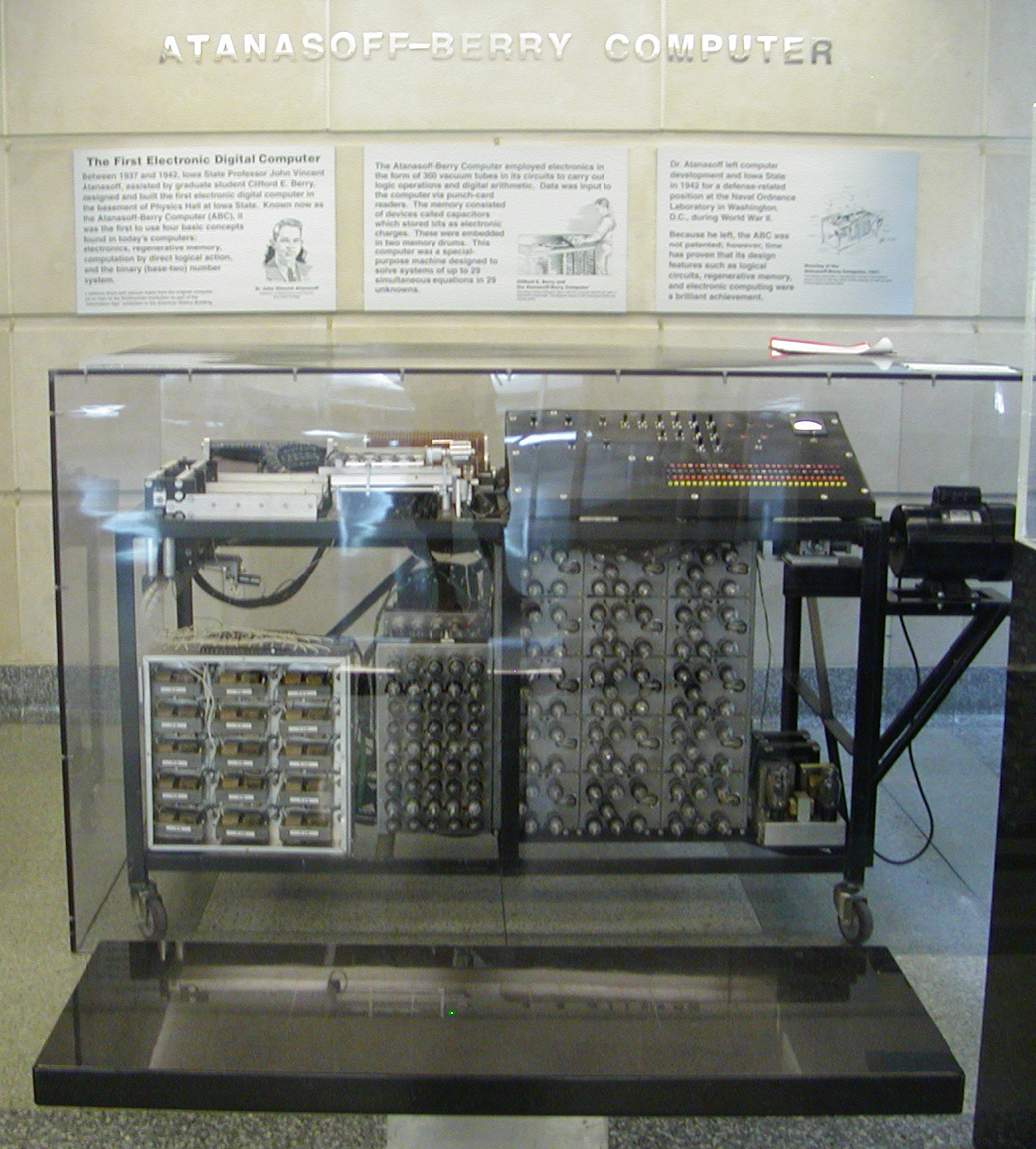
ماکت رایانه آتاناسف–بری در دورهام مرکز دانشگاه ایالتی آیووا

اولین رایانه لامپ خلأ است. ABC اولویت مورد بحث در میان مورخان تکنولوژی رایانه به دلیل آن بود نه برنامه‌ریزیو نه تورینگ کامل.

#### هیولت پاکارد
یا به اختصار اِیچ پی (HP) یک شرکت آمریکایی چند ملیتی فناوری اطلاعات است. ساختمان مرکزی این شرکت در سال 1939 در دره سیلیکون در ایالت کالیفرنیا در آمریکا واقع شد.

#### مارک ۱
در سال ۱۹۴۳ و در بحبوحه جنگ جهانی دوم دولت آمریکا طرحی سری برای ساخت دستگاهی را آغاز کرد که بتواند مکالمات رمزنگاری‌شدهٔ آلمانی‌ها را رمز برداری کند. در سال ۱۹۳۷ توسط هاوارد آیکن از دانشگاه هاروارد طراحی شد و شرکت آی‌بی‌ام در سال ۱۹۴۴ آن را پیاده سازی کرد. در ۱۹۳۷ هوارد اچ. آیکن، آی‌بی‌ام را متقاعد کرد که «ای‌اس‌سی‌سی/مارک۱» را که اولین ماشین از نوع خودش بود و اساسش را از موتور تحلیلی ببیج گرفته بود، بسازد؛[۱۴] وقتی ماشین آی‌بی‌ام ساخته شد، گروهی از آن تقدیر کردند. این ماشین در ابتدا «ماشین خودکار مراحل کنترل شده» (به انگلیسی: (Automatic Sequence Controlled Calculator (ASCC) نام داشت که به مارک ۱ تغییر نام داد. این دستگاه پنج تنی که ۱۵ متر درازا و ۲٫۵ متر بلندی داشت، می‌توانست تا ۷۲ عدد ۲۴ رقمی را در خود نگاه دارد و با آن‌ها کار کند. دستگاه با نوارهای سوراخ‌دار برنامه‌ریزی می‌شد و همهٔ بخش‌های آن مکانیکی یا الکترومکانیکی بود. یکی از برنامه نویسان «مارک۱» یک زن بود به نام گریس هاپر. این زن اولین ویروس رایانه به نام باگ را پیدا کرد. یک حشره مرده که در دستگاه افتاده بود و بال‌هایش مانع خواندن روزنه‌ها می‌شد.
باگ برای نشان دادن نقصی در سیستم بکار می‌رود از آن زمان این کلمه سال ۱۹۵۳ گریس هاپر اولین زبان پیشرفته به نام فلو ماتیک را اختراع کرد، شناخته شد. زبان‌های سطح بالا به منظور راحت‌تر فهمیدن انسان‌ها ساخته شد. چنانکه زبان باینری برای رایانه قابل فهم تر بود که بعدها به نام کوبول اما یک زبان برنامه‌نویسی پیشرفته بدون یک برنامهٔ مترجم ارزشی نداشت. تا زبان سطح بالا را به زبان باینری (یا زبان ماشین) ترجمه کند که هاپر اولین مترجم یا کامپایلر را هم ساخت. این زن تا سن ۷۹ سالگی در زمینه رایانه و برنامه‌نویسی فعال بود.

#### رایانه بزرگ آی‌بی‌ام
رایانه‌های بزرگی هستند که از سال ۱۹۵۲ تا کنون شرکت آی‌بی‌ام تولید می‌کند که محصولات کنونی رایانه بزرگ شرکت آی‌بی‌ام برپایه طراحی اولیه سیستم/۳۶۰ ساخته می‌شوند.

#### انیاک
اولین رایانه ی الکترونیکی بدون قطعات مکانیکی که در ساختن آن علاوه بر اجزاء الکترومکانیکی از نوزده هزار لامپ خلاء استفاده شده بود و ۱۳۰۰۰۰ وات انرژی مصرف می‌کرد و ۱۵۰۰ فوت مربع جا اشغال می‌کرد بنام اِنیاک یا اِنیَک (ENIAC) مخفف محاسبه‌گر و یکپارچه‌ساز عددی الکترونیکی (Electronic Numerical Integrator And Computer) نامگذاری شد. انیاک در سال ۱۹۴۶ میلادی در دانشگاه پنسیلوانیا آماده نصب و راه‌اندازی گردید و در زمان خود پیچیده‌ترین دستگاه الکترونیکی جهان بود. با وجود سرعت ۳۰۰ عمل ضرب در ثانیه باز هم بسیار بزرگ بود.

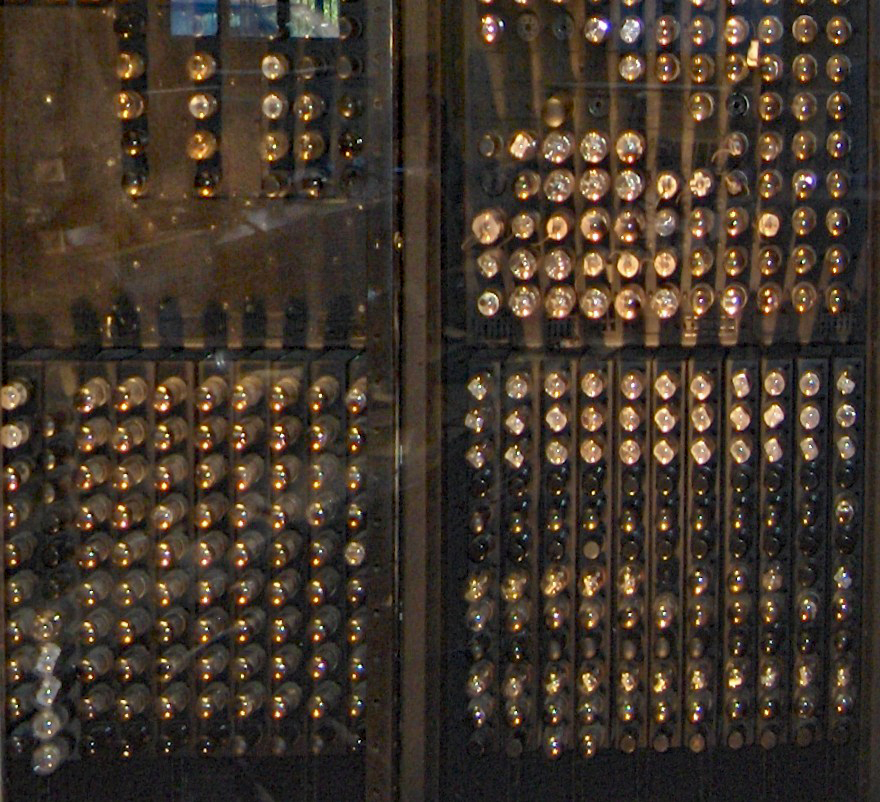
رایانه انیاک - دارای تعداد زیادی از لامپ های خلع به عنوان دستگاه خروجی

اولین رایانه ترانزیستوری در 1953 در دانشگاه منچستر ساخته شد.

#### مارک ۲
در در سال ۱۹۴۷ رایان هی مارک ۲ باز هم توسط هاوارد آیکن ساخته شد.

#### ترانزیستور

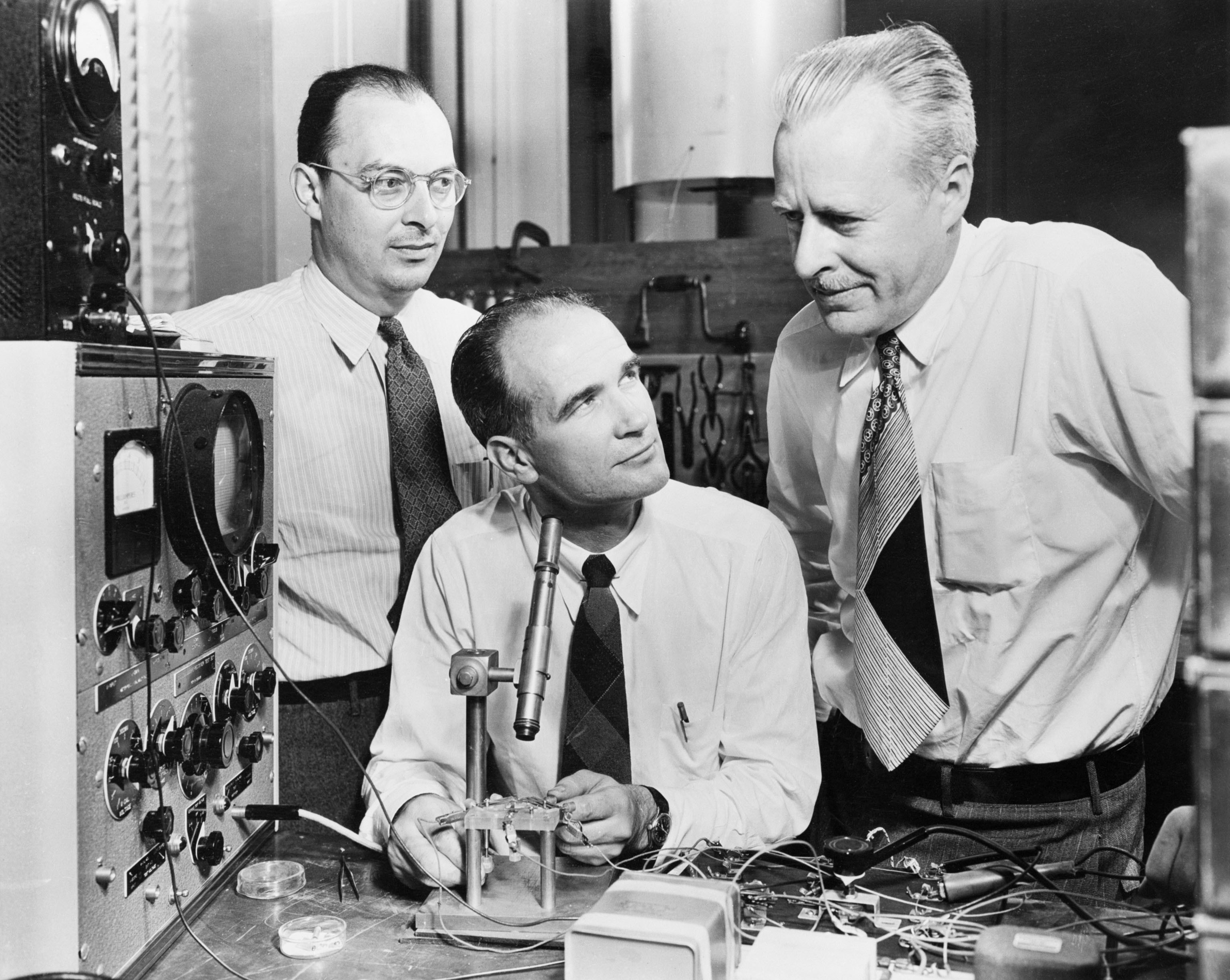
از چپ به راست: جان باردین، ویلیام شاکلی و والتر برتن در آزمایشگاه‌های بل، ۱۹۴۸ میلادی. این عکس یکی از عکس‌های تبلیغاتی است که در زمان اعلام عمومی اختراع ترانزیستور، توسط آزمایشگاه‌های بل منتشر شده‌است. اگرچه ماجرای اختراع ترانزیستور توسط این سه تن بسیار بحث‌برانگیز بود و آن‌ها اختلافاتی بر سر اسناد ثبت اختراع داشتند، اما آزمایشگاه بل در عکس‌های تبلیغاتی‌ هر سه این افراد را در اختراع ترانزیستور سهیم می‌دانست.

بزرگترین تحول در طول تاریخ صنعت رایانه، اختراع ترانزیستور در سال ۱۹۴۷ است. اختراع و تولید صنعتی ترازیستور در دهه ۴۰ و ۵۰ قرن بیستم باعث ایجاد انقلابی در صنعت رایانه شد که سرعت پیشرفت آن را چندین برابر کرد. رایانه‌های ترانزیستوری چندین برابر کوچکتر، سریع‌تر، ارزان‌تر، کم‌مصرف‌تر و قابل اعتمادتر از لامپ‌های خلاء بودند. ترانزیستور نوعی کلید الکترونیکی کوچک است که جایگزین لامپ‌های خلاء شدند. حجم هر لامپ خلأ دویست برابر یک ترانزیستور آن زمان بود. به همین دلیل با به کارگیری ترانزیستورها، علاوه بر اینکه رایانه ها کوچک شدند، به دلیل کوتاه شدن مسیر سیم‌کشی الکتریکی، سرعت رایانه نیز افزایش یافت. اولین رایانه های ترانزیستوری می توانستند در هر ثانیه یکصد هزار عمل ضرب را انجام دهند.

#### IBM SSEC
در سال ۱۹۴۸ شرکت آی‌بی‌ام رایانه IBM SSEC را ساخت که بالاترین سرعت ماشین محاسبه آن زمان را داشت و عمل ضرب را در ۲۰,۰۰۰ میکروثانیه انجام می‌داد. پیشرفت در حوز هی علوم رایانه به گون های بود که در سال
۱۹۵۰ ساخت رایانه جزو صنایع پیشرفته شد.

#### IBM 350
اولین رایانه در جهان بود که دارای حافظه HDD بود که در سال 1956 تولید شد.

#### مدار مجتمع
رابرت نویس در سال ۱۹۵۹ اولین مدار مجتمع را اختراع کرد. مدارات مجتمع باعث پیدایش چیپ ها بودند.

#### رایانه مرد کوچک
یک مدل سفارشی از رایانه است، که توسط دکتر استوارت مادنیک در سال ۱۹۶۵ میلادی ساخته شد.

#### رابرت دنارد
اینتل تازه تاسیس شده و رابرت دنارد اولین حافظه تصادفی دردسترس را در سال ۱۹۶۸ اولین رایانهٔ شخصی در جهان را اختراع کرد. رایانه‌ای همه‌کاره است که از نظر اندازه و قابلیت‌ها و قیمت به‌گونه‌ای س بر روی Intel 1103 اختراع نمود.

#### پی‌دی‌پی-۱۱
پی‌دی‌پی-۱۱ (PDP-11) رایانه ای بود که در سال 1970 توسط دیجیتال ایکویپ‌منت کورپوریشن تولید شد. این رایانه با مدار اجتماع ریز مقیاس (small-scale integration) ساخته شده بود اما با اجزا اجتماع بزرگ مقیاس (medium-scale integration) تکمیل شده بود. اولین PDP-11 شامل پردازنده های مرکب از چهار مدار مجتمع LSI بود.در این سال ادعا شد که ناسا آپولو به ماه فرستاده و انسان به ماه رفت و برگشت در حالی که هنوز کامپیوتر در حد ماشین حساب بود و حال اینکه در 2020 هنوز در تلاشند ماهواره ای را پس از پرتاب دوباره به زمین بنشانند چ عجیب تر اینکه هنوز کسی اعتراف به این دروغ نکرده و خیلی از بشر بیست بیست اعتقاد به سفر ماه دارند

#### اِیچ‌پی ۹۸۰۰
در اوایل دهه ۱۹۷۱ میلادی شرکت HP رایانه کاملی به نام BASIC طراحی کرد. این رایانه با دارا بودن نمایشگر، کیبور و پرینتر شباهت زیادی به رایانه‌های مدرن فعلی داشت.

#### زیراکس آلتو

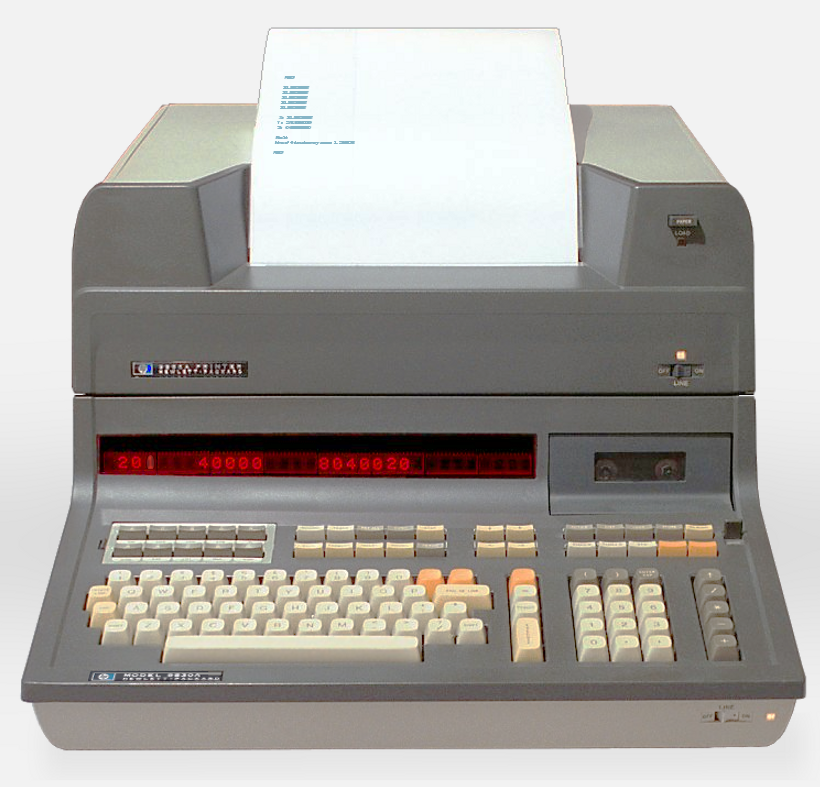
ایچ‌پی ۹۸۰۰ جزو اولین رایانه‌های رومیزی

یکی از نخستین رایانه‌هایی بود که برای استفادهٔ شخصی طراحی شد (هرچند رایانهٔ خانگی نبود) و مسلماً می‌توان آن را نخستین رایانهٔ شخصی دانست. این رایانه در سال ۱۹۷۳ میلادی توسط زیراکس پارک ساخته شد و اولین رایانه‌ای بود که رابط کاربر گرافیکی (گویی GUI) را به کار برد و از موشی در میانای نگاره‌ای کاربر استفاده کرد. این رابط گرافیکی الهام بخش ساخت رایانه‌های مکینتاش و مایکروسافت ویندوز بود.

#### آی‌بی‌ام ۵۱۰۰

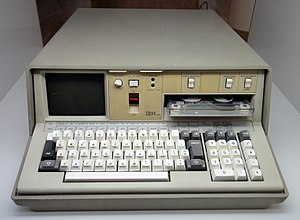
آی‌بی‌ام ۵۱۰۰

نخستین رایانه قابل حمل شرکت آی‌بی‌ام و نخستین لپ‌تاپی بود که برای فروش در دسترس عموم قرار داده شد. مشخصه این رایانه قابلیت برنامه نویسی در محیط بیسیک و ای‌پی‌ال بود.

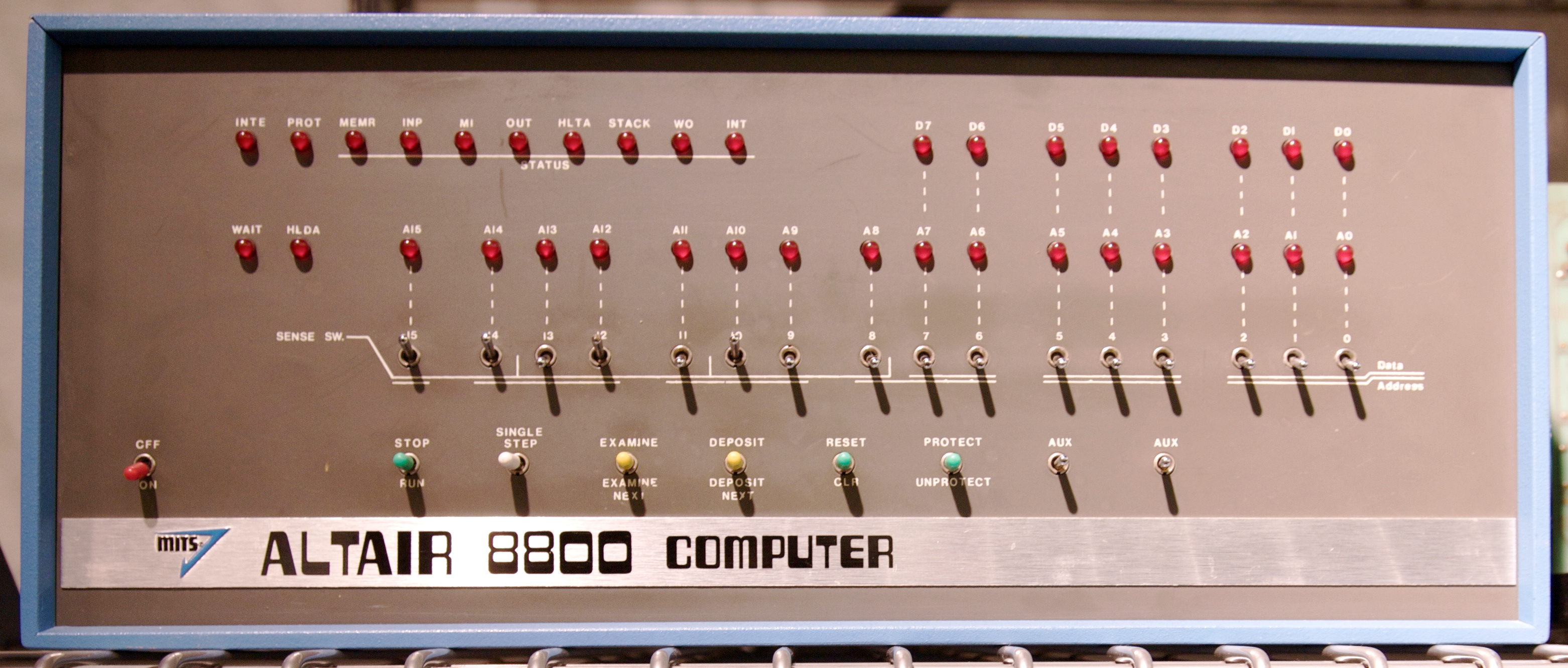
Altair 8800

در سال ۱۹۷۵، اد رابرتس رایانهٔ التیر ۸۸۰۰ اولین رایانهٔ شخصی در جهان را اختراع کرد. رایانه‌ای همه‌کاره است که از نظر اندازه و قابلیت‌ها و قیمت به‌گونه‌ای ساخته شده که برای استفادهٔ شخصی مناسب بوده و قرار است که کاربر نهایی از آن استفاده کند. این نوع رایانه‌ها با مدل‌هایِ پردازش دسته‌ای و اشتراک زمانی متفاوت است که برای کار عده‌ای فراوان و تولید رایانه‌های بزرگ و کوچک استفاده می‌شود. از اوایل دهه ۷۰ با سرعت گرفتن پیشرفت صنعت رایانه، محصولات آن از فضای آزمایشگاه‌های دانشگاهی خارج شد و در دسترس مردم قرار گرفت. مجله Popular Electronics حاوی لتیر ۸۸۰۰ است که اولین کیت مینی رایانه در تاریخچه رایانه‌ها در جهان را به مدل های تجاری رقیب معرفی می کند. پل آلن و بیل گیتس، برای نوشتن نرم افزار برای Altair، استفاده از زبان جدید بیسیک را پیشنهاد می کنند.

#### شرکت اپل
شرکت اپل در سال ۱۹۷۶ با دوستی استیو وازنیک ۲۱ ساله مهندس رایانه و استیو جابز ۱۶ ساله متولد شد.

#### اپل I
اولین رایانهٔ شخصی شرکت اپل که در سال ۱۹۷۶ به بازار عرضه شد. این رایانه توسط استیو وازنیک طراحی و دست‌ساز شد. دوست وازنیک، یعنی استیو جابز، ایدهٔ فروش این رایانه را داشت. اپل I نخستین محصول اپل بود. این رایانه، که دارای پردازشگر ۱ مگاهرتز و ۴ کیلوبایت حافظه بود، ۶۶۶ دلار قیمت داشت و ساخت آن تا سال ۱۹۷۷ ادامه داشت. رایانه‌های اپل از همان ابتدا یکپارچه و دارای رابط کاربر گرافیکی پیشرفته بودند.

#### اپل ۲
این محصول توسط استیو وازنیاک (به انگلیسی: Steve Wozniak) و برای شرکت رایانه‌ای اپل (که اکنون به شرکت اپل شناخته می‌شود) طراحی و در سال ۱۹۷۷ معرفی شد. این محصول به عنوان یکی از دستاوردهای شرکت اپل به عنوان محصولی سخت‌افزاری مورد توجه بود تا اینکه تولید و عرضه آن در نوامبر سال ۱۹۹۳ متوقف شد.

#### اپل ۳
یک رایانهٔ شخصی با کاربرد تجاری ساخت شرکت اپل است که جانشین اپل II محسوب می‌شد، اما چندان موفق نبود. گسترش اپل III در سال ۱۹۷۸ تحت نظارت دکتر وندل ساندر آغاز شد. اپل III در سال ۱۹۸۰ به قیمت ۷٬۸۰۰ دلار به بازار عرضه شد.

#### لوح فشرده
اولین لوح فشرده در جهان در سال ۱۹۷۹ توسط جیمز تی. راسل (James T. Russell) اختراع شد.

#### اپل لیسا

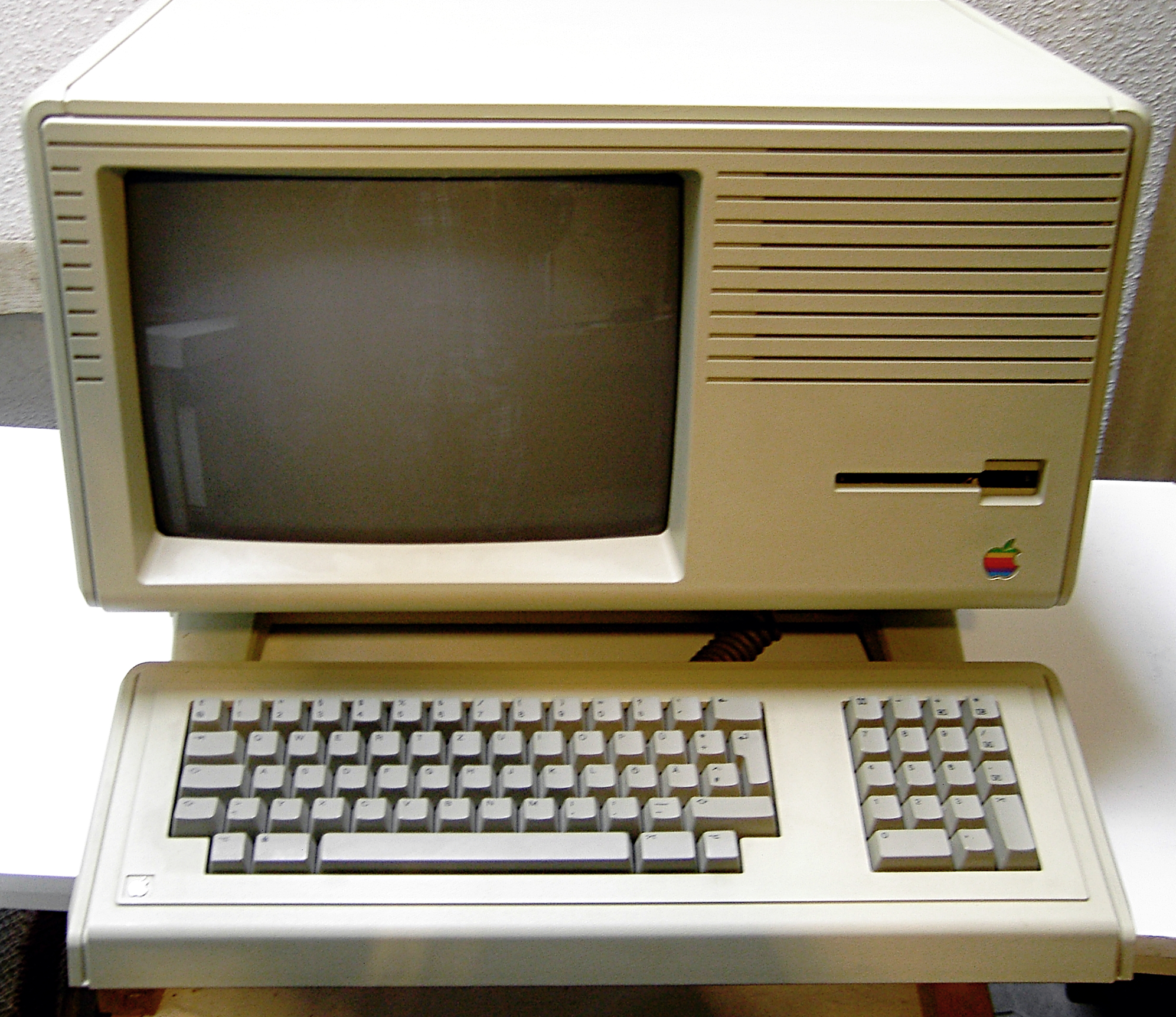
اپل لیسا

یک رایانه شخصی است که توسط شرکت اپل در سال ۱۹۸۰ طراحی شد و در سال ۱۹۸۳ با قیمت ۹۹۹۵ دلار ارائه شد. لیزا دارای پردازنده موتورولا ۶۸۰۰۰ و سیستم عامل لیسا او اس بود.
توسعه لیسا از سال ۱۹۸۷ به عنوان یک رایانه شخصی قدرتمند به همراه واسط گرافیکی کاربر با هدف مشتریان تجاری آغاز شد.
در سال ۱۹۸۲ استیو جابز از پروژه کنار گذاشته‌شد و به پروژه مکینتاش پیوست. مکینتاش به صورت مستقیم از نسل لیسا نیست اگرچه شباهت‌های آشکاری بین سیستم‌ها و نسخه نهایی‌شان وجود دارد.

#### حافظه فلش
اولین بار توسط Masuoka Fujio (یکی از کارمندان شرکت توشیبا) در دهه ۸۰ اختراع شد.

#### رایانه آپولو
رایانه آپولو (به انگلیسی: Apollo Computer)، در سال ۱۹۸۰ در منطقه شلمزفورد، ماساچوست توسط ویلیام پوداسکو (به انگلیسی: William Poduska) (مؤسس رایانه نخستین) تأسیس شد. آن‌ها به تولید و توسعه Apollo/Domain و ایستگاه کار‌ها در سال ۱۹۸۰ پرداختند. همراه با Symbolics و سان مایکروسیستمز، آپولو یکی از اولین فروشندگان ایستگاه کار گرافیکی در ۱۹۸۰ بود. مانند تمام شرکت‌های رایانه‌ای آن زمان و بر خلاف تولیدکنندگان سازگار با آی‌بی‌ام، آپولو تولیدکننده بسیاری از نرم‌افزارها و سخت‌افزار‌های خود بود.

#### مادربرد
اولین مادربرد جهان توسط شرکت IBM در سال ۱۹۸۱ اختراع شد.

#### رین بو ۱۰۰
در سال ۱۹۸۲ رین بو ۱۰۰ (Rainbow 100) توسط شرکت دیجیتال ایکویپ‌منت کورپوریشن ارائه شده که معماری متفاوتی با رایانه‌های مبتنی بر اپل و آی‌بی‌اِم داشت.

#### اسپکتروم

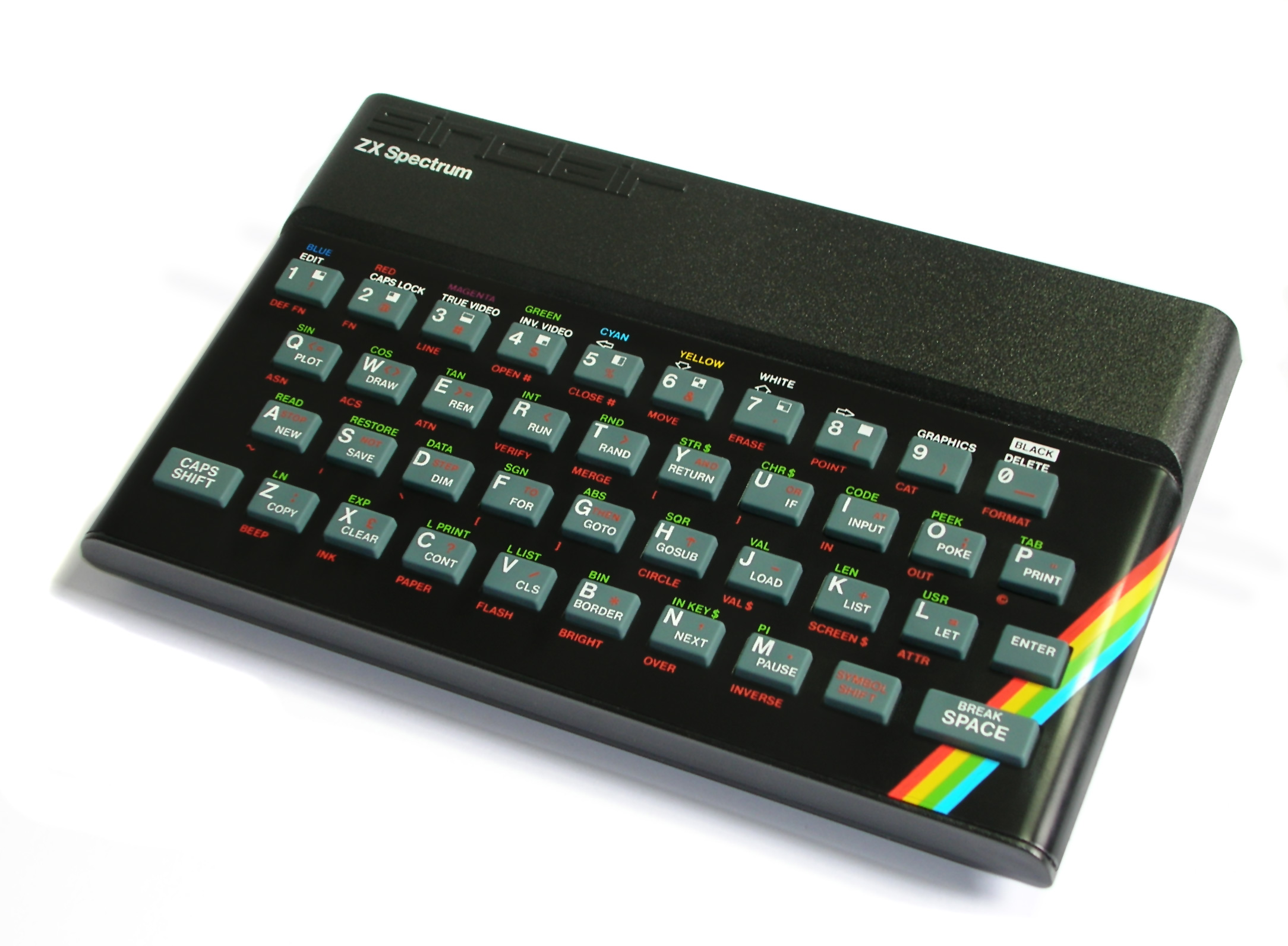
زد اکس اسپکتروم 16K/48K (ابعاد به میلی‌متر: ۲۳۳×۱۴۴×۳۰ (طول×عرض×پهنا)، وزن: حدود ۵۵۲ گرم)

نوعی رایانه خانگی است. این رایانه خانگی ۸ بیتی در آوریل سال ۱۹۸۲ توسط یک شرکت کوچک انگلیسی به نام شرکت تحقیقاتی سینکلر (به انگلیسی: Sinclair Research Ltd) و مدیریت سر کلایو سینکلر در انگلستان به بازار عرضه شد.

#### کمودور ۶۴
در ۱۹۸۲شرکت کمودور اینترنشنال پرفروش‌ترین رایانه شخصی آن زمان را به نام کمودور ۶۴ تولید کرد. این رایانه دارای حافظه RAM شصت و چهار کیلوبایتی بود که در بین رایانه‌های موجود در بازار آن دوره بی نظیر بود.

#### موبایل

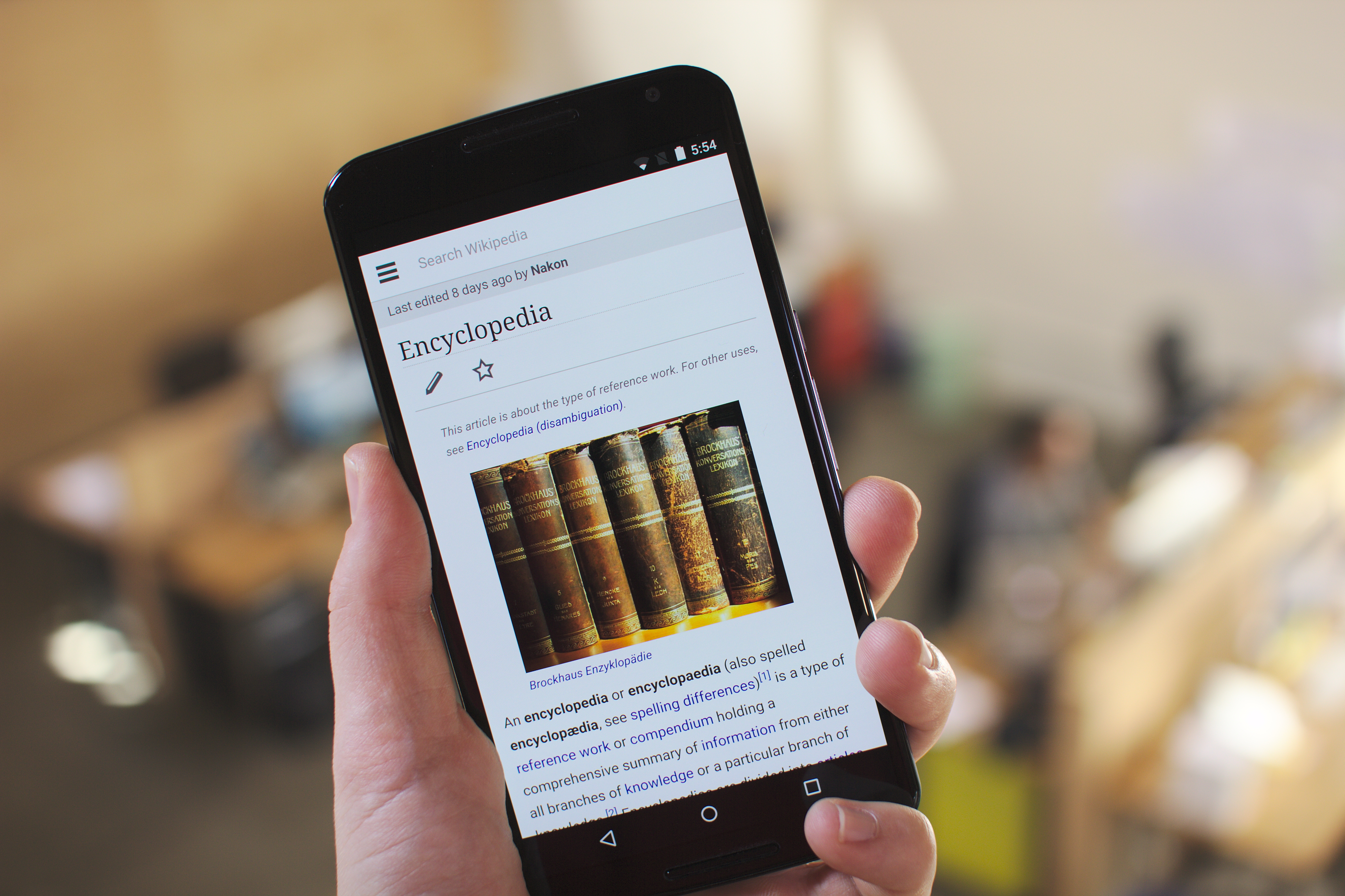
موبایل

مارتین کوپر ایده ساخت گوشی همراه را از یک مجموعه تلویریونی در ژانر علمی-تخیلی به نام "پیشتازان فضا" الهام گرفت که در آن شخصیت اصلی سریال با گوشی بی سیم حرف می زند و تصمیم گرفت روی عملی کردن این قضیه کار کند و به این ترتیب گوشی DynaTAC 8000X اولین گوشی تلفن همراهی شد که برای اولین بار از سال ۱۹۸۳ و با قیمت جالب توجه سه هزار و ۹۹۵ دلار به صورت تجاری در سراسر جهان به فروش رسید. امروزه موبایل ها توسط اکثر افراد جامعه در هر سنی، کابر دارند.

### قرن بیست‌ویکم

#### یکپارچه‌سازی کلان‌مقیاس
روند پیشرفت رایانه‌ها تا قرن بیست و یکم روند ثابتی را طی کرد تا زیرپردازنده‌های چند هسته‌ای به این صنعت وارد شدند. این ریزپردازنده‌ها با دارا بودن چند هسته می‌توانند در یک زمان چندین پردازش را به صورت موازی انجام دهند. یکپارچه‌سازی کلان‌مقیاس، فرآیند ایجاد یک مدار مجتمع (IC) با ترکیب میلیون ها ترانزیستور MOS بر روی یک تراشه است. این پردازنده‌ها در ساخت رایانه‌های تبلت و گوشی‌های تلفن همراه هوشمند نیز پرکاربرد هستند.

## قانون مور
که نخستین بار گوردون مور، از بنیانگذاران شرکت اینتل، در سال ۱۹۶۵ آن را ارائه کرد، قاعده‌ای سرانگشتی است که بیان می‌کند تعداد ترانزیستورهای روی یک تراشه با مساحت ثابت هر ۲ سال، به طور تقریبی دو برابر می‌شود.

## نسل ها
رایانه‌ها دارای پنج نسل هستند که در هر نسل از فناوری و نوآوری های جدید بکار رفته است.
| نسل اول (مکانیکی/الکترامکانیکی)                      | ماشین حساب ها                                                                                   | ماشین حساب پاسکال, آرثمامِتر (Arithmometer), موتور تفاوت, Quevedo's analytical machines                                                                                  |
| نسل اول (مکانیکی/الکترامکانیکی)                      | دستگاه های قابل برنامه نویسی                                                                    | لووم ژاکارد, موتور تحلیلی, IBM ASCC/Harvard Mark I, Harvard Mark II, IBM SSEC, زد۱, Z2, زد۳                                                                             |
| نسل دوم (لمپ های خلاء)                               | ماشین حساب ها                                                                                   | رایانه آتاناسف-برری, IBM 604, UNIVAC 60, UNIVAC 120 |
| نسل دوم (لمپ های خلاء)                               | دستگاه های قابل برنامه نویسی                                                                    | Colossus, اِنیاک (ENIAC), Manchester Baby, EDSAC, Manchester Mark 1, Ferranti Pegasus, Ferranti Mercury, سایرَک (CSIRAC), EDVAC, UNIVAC I, IBM 701, IBM 702, IBM 650, Z22 |
| نسل سوم (ترانزیستورها، SSI، MSI، LSI و مدارات مجتمع) | رایانه بزرگ                                                                                     | IBM 7090, IBM 7080, IBM System/360, BUNCH |
| نسل سوم (ترانزیستورها، SSI، MSI، LSI و مدارات مجتمع) | رایانه رومیزی                                                                                   | HP 9100 |
| نسل سوم (ترانزیستورها، SSI، MSI، LSI و مدارات مجتمع) | ریز رایانه                                                                                      | HP 2116A, IBM System/32, IBM System/36, LINC, PDP-8, PDP-11 |
| نسل چهارم (یکپارچه‌سازی کلان‌مقیاس)                    | ریز رایانه                                                                                      | VAX, IBM System i |
| نسل چهارم (یکپارچه‌سازی کلان‌مقیاس)                    | 4-bit ریز رایانه                                                                                | Intel 4004, Intel 4040 |
| نسل چهارم (یکپارچه‌سازی کلان‌مقیاس)                    | 8-bit ریز رایانه                                                                                | اینتل ۸۰۰۸, اینتل ۸۰۸۰, Motorola 6800, Motorola 6809, MOS Technology 6502, Zilog Z80                                                                                    |
| نسل چهارم (یکپارچه‌سازی کلان‌مقیاس)                    | 16-bit ریز رایانه                                                                               | Intel 8088, Zilog Z8000, WDC 65816/65802 |
| نسل چهارم (یکپارچه‌سازی کلان‌مقیاس)                    | 32-bit ریز رایانه                                                                               | Intel 80386, Pentium, Motorola 68000, ARM |
| نسل چهارم (یکپارچه‌سازی کلان‌مقیاس)                    | 64-bit ریز رایانه                                                                               | Alpha, MIPS, PA-RISC, PowerPC, SPARC, x86-64, ARMv8-A |
| نسل چهارم (یکپارچه‌سازی کلان‌مقیاس)                    | سامانه نهفته                                                                                    | Intel 8048, اینتل ام‌سی‌اس-۵۱ |
| نسل چهارم (یکپارچه‌سازی کلان‌مقیاس)                    | رایانه شخصی                                                                                     | رایانه رومیزی، رایانه خانگی، لپ تاپ، دستیار دیجیتال شخصی، رایانه قابل حمل، تبلت، رایانه پوشیدنی                                                                         |
| فرضیه‌ای/آزمایشی                                      | رایانش کوانتومی، رایانه شیمیایی، دی‌ان‌ای رایانه، رایانش نوری، رایانه اسپینترونیک، رایانه Wetware | |

### رایانه‌های نسل اول

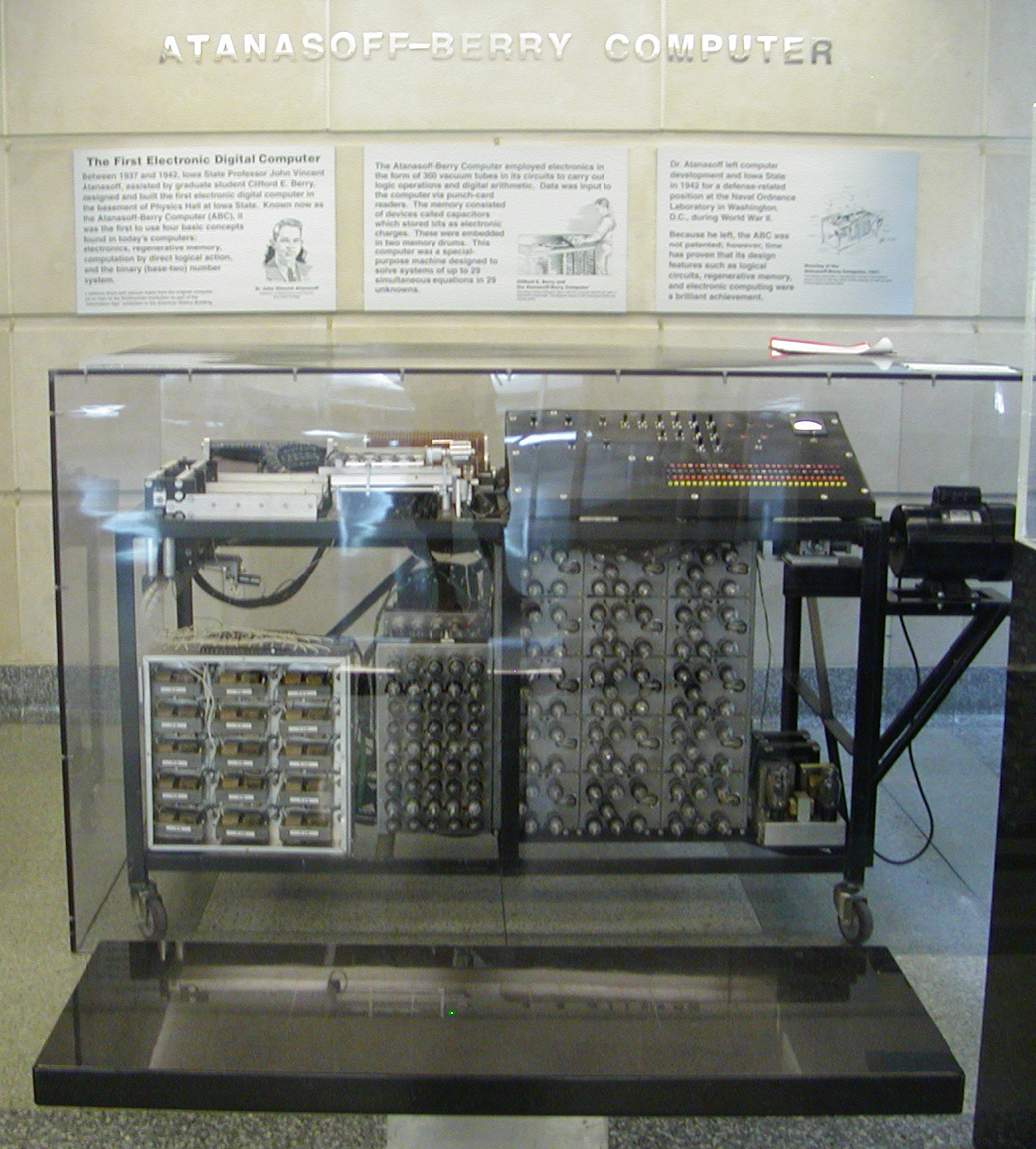
رایانه آتاناسف‌بری

در سال ۱۹۳۸، جان وینسنت آتاناسف استاد فیزیک و ریاضیات دانشگاه ایالتی آیووا در آمریکا به فکر ساختن اولین رایانه الکترونیکی یک منظوره افتاد. او با همکاری دستیارش و دانشجوی فارغ‌التحصیلش کلیفرد بری، با استفاده از لامپ خلاء شروع به ساختن رایانهٔ مزبور کرد و آن را رایانه آتاناسف‌بری یا ABC نامید که می‌توانست ۲۹ معادلهٔ چند مجهولی را با ۲۹ مجهول حل کند. این اولین ماشینی بود که توانست داده‌ها را به عنوان بار الکتریکی در خازن ذخیره کند. کاری که امروزه رایانه‌ها برای ذخیره اطلاعاتشان در حافظه اصلی می‌کنند. اما این دستگاه قابل برنامه‌ریزی نبود و طراحی آن‌ها تنها مناسب برای یک نوع از مشکلات ریاضی (معادلات چند مجهولی) بود؛ ولی به خاطر درگیری ارتش آمریکا در جنگ جهانی دوم و لزوم پیوستن آتاناسف به ارتش همکاری او با ارتش آمریکا، ساخت این رایانه عملی نشد و ساخت آن ادامه نیافت. متأسفانه مخترعینش هیچ تلاشی برای نگهداری آن نکردند و سرانجام این دستگاه رها شده و به وسیله کسانی که به داخل اتاق آمده بودند غارت شد.

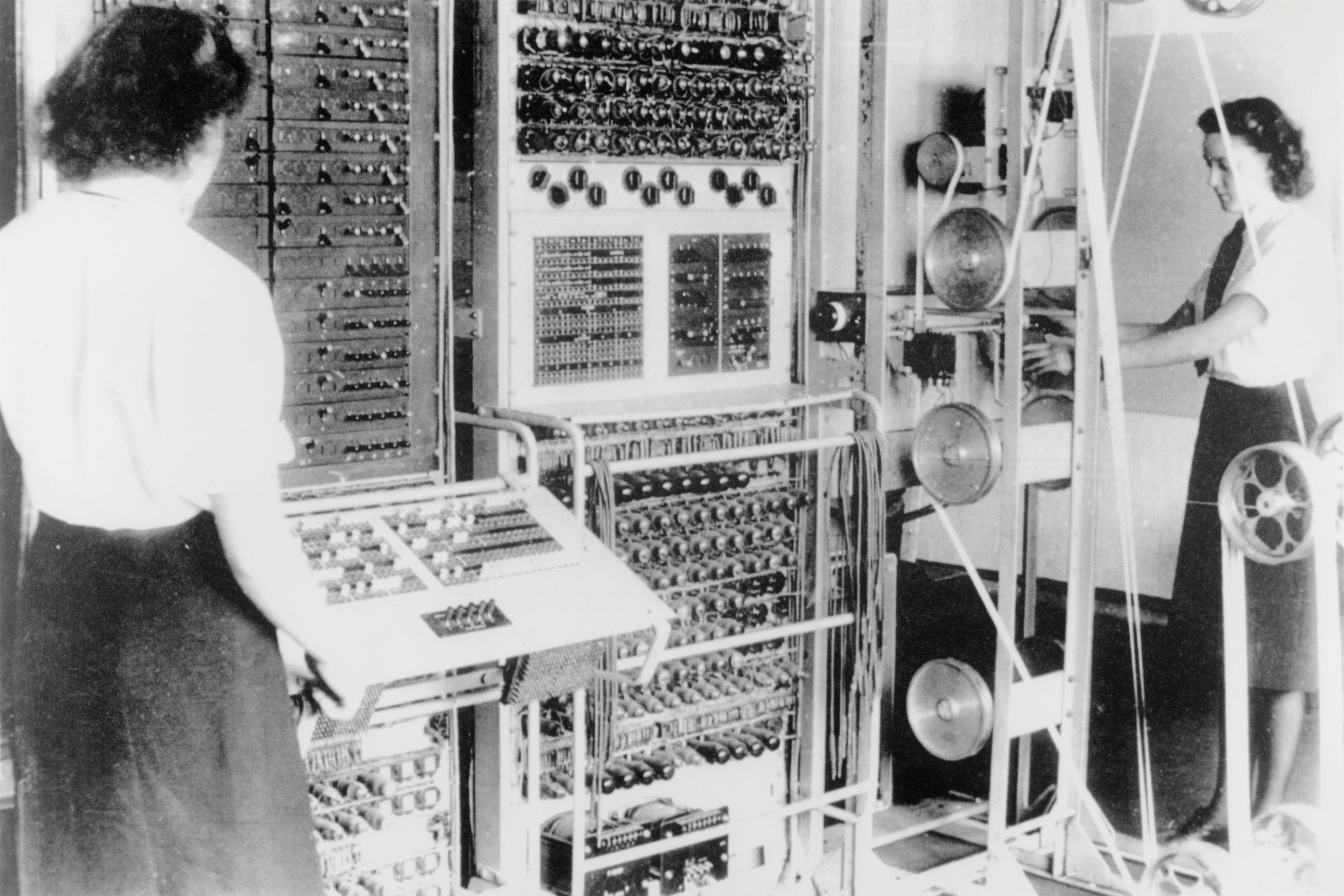
رایانه کلوسوس به هدف شکستن کدهای پنهانی آلمانیان در طول جنگ جهانی دوم ساخته شد

یکی دیگر از کسانی که در زمینهٔ رایانه‌های مدرن کار کرد کلوسوس بود که در طول جنگ جهانی دوم به کمک دولت بریتانیا به هدف شکستن کدهای پنهانی آلمانیان دستگاهی ساخت.
در حقیقت انگلستان جهان را به سوی ساخت و طراحی ماشین‌های الکترونیکی هدایت کرد که برای شکستن رمزها اختصاص یافته بود و معمولاً قادر به خواندن امواج رادیویی کد دار آلمانی ها بود. رایانه هاروارد مارک ۱ آتاناسف بری و کلوساس انگلیسی سهم عمده‌ای در این صنعت دارا بودند ولی پیش گامان آمریکایی و انگلستانی هنوز بر سر اینکه چه کسی اول بود بحث می‌کردند.
اما زود تر از آن کنراد تسوزه رشته رایانه‌هایی برای اهداف عمومی در آلمان نازی ساخته بود در حقیقت زد ۱ اولین بود چرا که در بین سال‌های ۱۹۳۶ و۱۹۳۸ ساخته شده بود.

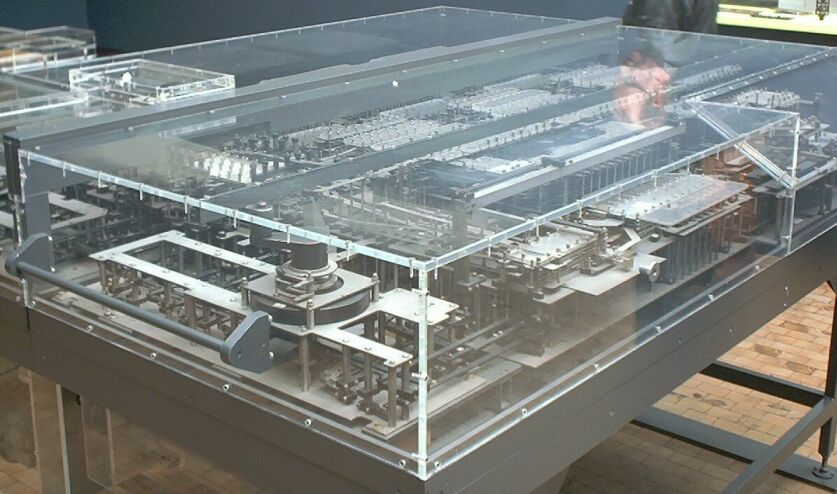
رایانه بازسازی شده زد ۱‌

سومین ماشین کنراد تسوزه که به زد ۳ معروف است در سال ۱۹۴۱ ساخته شد، که احتمالاً اولین رایانه دیجیتال چند منظوره قابل برنامه‌ریزی عملی بود. یعنی به وسیله نرم‌افزار کنترل می‌شود. زد ۳ به وسیله هجوم بمباران پیوسته خراب شد. زد ۱ و زد۲ هم به همان سر نوشت دچار شدند و تنها زد ۴ باقی ماند زیرا زیوس ان را داخل واگنی گذاشت و روانه کوهستان کرد.
در سال ۱۹۴۳ فیزیکدانی به نام جان ماکلی با همکاری جی پرسیر اکرت که مهندس برق بود، شروع به ساختن اولین رایانه الکترونیکی همه منظوره نمود. این رایانه که در ساخت آن افزون بر اجزاء الکترومکانیکی، از هجده هزار لامپ خلأ استفاده شده بود به نام انیاک نامگذاری شد و در سال ۱۹۴۶ آماده نصب و راه‌اندازی گردید و در زمان خود پیچیده‌ترین دستگاه الکترونیکی جهان بود. این رایانه قادر به انجام سیصد عمل ضرب در هر ثانیه بود و به مدت ۹ سال مورد استفاده ارتش آمریکا قرار گرفت.

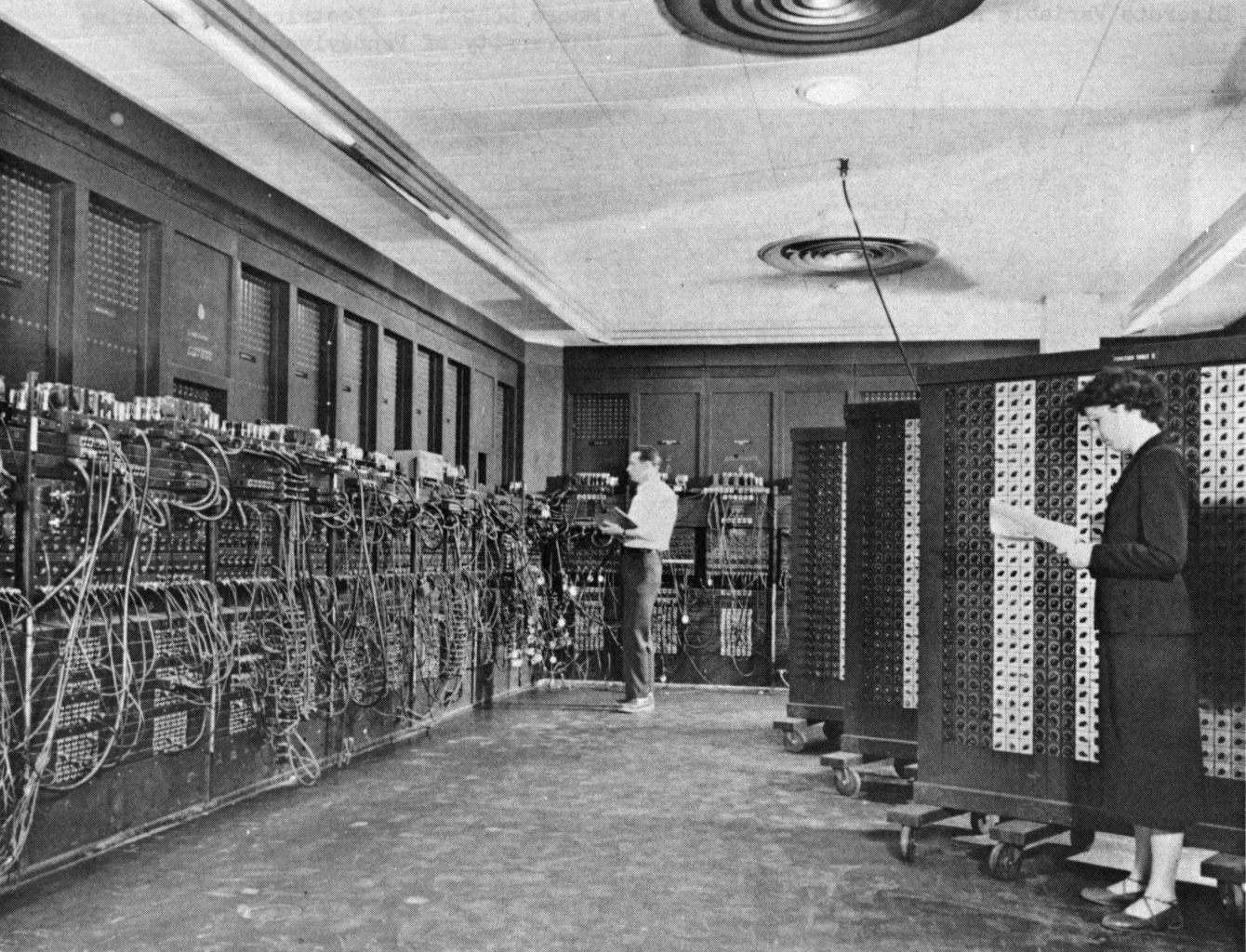
انیاک

یکی از موفقیت‌های رایانه هاروارد (مارک ۱) بود که به طور شریکی بین هاروارد و ای بی ام در سال ۱۹۴۴ ساخته شد. این اولین رایانه قابل بر نامه ریزی دیجیتال که در آمریکا ساخته شد، بود؛ ولی آن به‌ طور کامل الکترونیکی نبود. در عوض این دستگاه بدون سوئیج و کلاج و میله و دستگاه تقویت و غیره ساخته شده بود. وزن ماشین ۵ تن بود و در آن ۵۰۰ مایل سیم جا داده شده بود. آن دارای طول ۸ فیت و درازی ۵۱ فیت بود. مارک ۱ به مدت به مدت ۱۵ سال بدون توقف کار کرد و به شکل یک اتاق بافندگی شبیه بود.
مارک ۱ عملیات را روی اعدادی انجام می‌داد که ۲۳ رقم عرض داشتند. او می‌توانست ۲تا از این اعداد را جمع یا تفریق کند در زمانی برابر سه دهم ثانیه یا آن‌ها را ضرب کند در حدود ۴ ثانیه و تقسیم کند در ۱۰ ثانیه ۴۵ سال بعد رایانه‌ها می‌توانستند عملیات جمع را در یک بیلیونیم ثانیه انجام دهند.
اگر چه مارک ۱ سه بخش مساوی از میلیون‌ها اجزاء داشت ولی تنها می‌توانست ۷۲ عدد را ذخیره کنند؛ و ۱۰میلیون عدد دیگر را در هارد دیسک؛ و سرعت نمایش این اطلاعات بسیار بسیار بالا است.
برای همین سرعت بالاست که رایانه‌ها ی الکترونیکی قاتل دستگاه‌های مکانیکی به حساب می‌آیند. هاروارد ایکن یکی از مدیران طراحی مارک ۱ در نامهٔ فکاهی خود نوشت تا سال ۱۹۴۷ شش رایانه الکترونیکی برای انجام محاسبات تمام آمریکا کافی است. برای همین ای بی ام شروع به تحقیق کرد که ایا می‌شود این دستگاه را به یک شکل استا ندارد درآورد چرا که تا آن زمان تنها دولت و ارتش آمریکا توان پرداخت چنین هزینه‌ای را داشتند. البته نظریه ایکن زیاد هم بد نبود جرا که او از انقلاب میکرو رایانه‌ها در سال ۱۹۵۹ بی خبر بود.
اپل ۱ که با عنوان «خودتان انجام دهید» بدون ظاهری زیبا فروخته شد. رایانه‌ها به صورت شگفت‌انگیزی گران بودند چرا که در آن نیاز به اسمبلی دستی زیادی بود.
در سال ۱۹۴۵ نابغه ریاضی جان فون نویمان طی مقاله‌ای استفاده از سیستم اعداد دودویی (Binary) در ساختمان رایانه و نظریه انباشت برنامه در حافظه رایانه را مطرح کرد و بر این اساس ساخت رایانه رقمی الکترونیکی همه منظوره‌ای را پیشنهاد نمود و آن را ادواک نامید. این دستگاه رایانه‌ای با توانایی ذخیره داخلی برنامه‌ها و سرعت بالای الکترونیکی بود. فن نویمان را اغلب به‌عنوان بنیان‌گذار ذخیره‌سازی برنامه‌ها می‌شناسند.
ساخت این رایانه در سال ۱۹۴۶ شروع شده بود و تا اواخر سال ۱۹۵۰ به تأخیر افتاد. با نگرش به اینکه در طراحی و ساخت رایانه‌های مدرن از نظریه‌های نویمان بهره گرفته می‌شود، لذا وی را پدر رایانه می‌خوانند.

طرحی از جان فون نویمان در سال ۱۹۴۷

در سال ۱۹۴۷ موریس ویلکس استاد دانشگاه کمبریج انگلیس شروع به ساخت اولین رایانه رقمی الکترونیکی حاوی برنامه‌های ذخیره شده نمود و آن را ادساک نامید. ساخت این رایانه در سال ۱۹۴۹ به پایان رسید و آماده نصب و بهره‌برداری گردید.
در سال ۱۹۵۰ اولین رایانه دارای برنامه ذخیره شده ساخت آمریکا به نام سیک در سازمان ملی استانداردها در واشنگتن نصب گردید و بیش از ده سال مورد استفاده قرار گرفت. در فاصله سال‌های ۱۹۵۱ تا ۱۹۵۷ نیز شرکت‌های رایانه‌ای آی بی ام و یونیواک رایانه‌های الکترونیکی گوناگونی ساخته و عرضه کردند.
در رایانه‌های نسل اول از ویژگی دو حالته بودن لامپ خلأ که وسیله‌ای الکترونیکی است و می‌تواند خاموش یا روشن باشد بهره گرفته شد و در اغلب آن‌ها لامپ خلأ در قسمت محاسبه و منطق بکار رفته بود. رایانه‌های نسل اول دارای حجم زیادی بودند و میزان حافظه، سرعت و دقت در آن‌ها کم بود و به انگیزه استفاده از لامپ خلأ و ایجاد گرمای زیاد، استفاده از آن‌ها به چند ساعت در روز محدود بود.
رایانه در سال 1962 (۱۳۴۱ شمسی) توسط امیرعباس هویدا وارد ایران شد. از مهمترین کارهای این دوره می توان پردازش زبان فارسی را نام برد. تنها شرکت های نفت، دانشگاه تهران و بانک ملی کار با این فناوری جدید را شروع کرده بودند.

### رایانه‌های نسل دوم
در رایانه‌های نسل دوم ترانزیستور جایگزین لامپ خلأ گردید. ترانزیستور چند برابر کوچکتر از لامپ خلأ بود و تأثیر زیادی بر روی سرعت محاسبات رایانه داشت. ظرفیت حافظه در رایانه‌های نسل دوم در قیاس با رایانه‌های نسل اول دارای ظرفیت حافظه بیشتر و سریعتر، کوچکتر و قابل اطمینان‌تر بودند.
در فاصله زمانی سال‌های ۱۹۵۸ تا ۱۹۶۴ توسط شرکت‌های رایانه‌ای ان‌سی‌آر، ای‌بی‌ام و سی‌دی‌سی رایانه‌های مختلف الکترونیک ساخته شدند و عرضه شدند و در سال ۱۹۶۳ اولین مینی رایانه به نام پی‌دی‌وی ۸ توسط شرکت دک معرفی گردید.
انقلاب میکروالکترونیک‌ها باعث شد مدارهای مجتمع که به اندازهٔ ناخن انگشت شست شما باشند جای آن سیم کشی‌های دستی را بگیرد.
اولین سود مدارهای مجتمع ترانزیستورها نیستند بلکه کوچکی آن‌ها هست چرا که ترانزیستورها فایدهٔ تعدادی آن‌ها است و بیشتر از میلیون‌ها ترانزیستور می‌تواند تولید شود و به فرایندهای ماشینی دستگاه مرتبط شود تمام عناصر بر روی یک مدار مجتمع ساخته شده‌اند هم‌زمان در طریق شماره کوچک (شاید ۱۲) از پوشانه‌های بصری که هندسهٔ هر لایه را تعریف می‌کند. این‌ها سرعت پردازش و ساختن رایانه‌ها را افزایش می‌دهد و از این جهت هزینهٔ آن‌ها هم کاسته شد همان گونه که دستگاه چاپ یوهانس گوتنبرگ ساختن کتاب‌هایش را سرعت داد و بدین وسیله آن‌ها را برای عموم قابل خرید کرد
رایانه ای بی ام استرچ سال ۱۹۵۹ درازای ۳۳ فوتی را برای نگاه داشتن ۱۵۰٬۰۰۰ ترانزیستور داخلش را لازم داشت. این ترانزیستورها به‌طور شگفت‌انگیزی کوچک‌تر از لامپ‌های خلأ هستند. اما آن‌ها عناصر منحصر به فردی بودند که نیاز به اسمبلی منحصر به فردی داشت در اوایل دهه ۱۹۸۰ این ترانزیستورهای زیاد توانست به‌طور هم‌زمان بر روی یک مدار مجتمع ساخته شود امروزه رایانه‌های پنتیوم ۴ شامل ۴۲٬۰۰۰٬۰۰۰ ترانزیستور بر روی یک مدار مجتمع به اندازهٔ یک ناخن شست است.

### رایانه‌های نسل سوم
برای ساختن رایانه‌های سریعتر و قویتر کوشش‌ها همچنان ادامه داشت تا در اوایل ۱۹۶۰ اولین رایانه نسل سوم (Third Generation) به بازار عرضه شد. این رایانه از سری IBM ۳۶۰ بود که برای ساختن آن ۵ میلیارد دلار سرمایه‌گذاری شد که بزرگترین پروژه مالی بخش خصوصی تا آن تاریخ به‌شمار می‌رفت. این رایانه که مدل‌های گوناگونی از نظر ظرفیت و سرعت کار داشت، در هر دو امور تجاری و علمی قابل استفاده بود.
جدیدترین تحول در تکامل رایانه‌ها، ساختن وسایل ضبط اطلاعات با قابلیت دسترسی مستقیم (Direct Access Device) در این نسل بود. به این ترتیب کاربران توانستند به هر یک از اجزاء اطلاعات ذخیره شده در یک مجموعه عظیم اطلاعاتی، در کسری از ثانیه دسترسی پیدا کنند. علاوه بر آن در این نسل از رایانه‌ها، سعی شده که قطعات مدارها را هرچه کوچکتر و با حجم کمتر بسازند و بدین ترتیب مدارهای مجتمع (Integrated Circuits(IC)) به وجود آمدند. ویژگی دیگر رایانه‌های نسل سوم امکان استفاده هم‌زمان چندین کاربر از یک رایانه بود. این رایانه‌ها بر خلاف نسل قبلی که فقط در یکی از دو حیط علمی و غیرعلمی توانایی کار داشتند، توانایی کار در هر دو محیط را دارا بودند.
سرعت عملیان در رایانه‌های نسل سوم بسیار افزایش یافت. عملیات حسابی و منطقی در این رایانه‌ها در مایکرو ثانیه (یک میلیونیم ثانیه) و حتی نانو ثانیه (یک بیلیونیم ثانیه) انجام می‌شد. در ایران، از زمان ارائه رایانه‌های نسل سوم کاربرد رایانه به سرعت توسعه یافت و مؤسسات مختلف تعدادی از آن‌ها را نصب کردند.
بارزترین ویژگی رایانه‌های نسل سوم استفاده از مدارهای مجتمع یا آی سی در قسمت‌های مختلف ساختمان رایانه بود. این مدارها که از حدود ۱۰۰ عنصر منطقی تشکیل شده بود و در هر عنصر منطقی حدود ۱۰ عنصر الکترونیکی نظیر ترانزیستور و دیود بکار رفته بود، به روش خاصی در سطحی به اندازه یک سانتیمتر مربع تجمع پیدا می‌کردند و بدین لحاظ اندازه و حجم رایانه‌های نسل سوم در برابر با رایانه‌های نسل دوم کاهش یافتند. ظرفیت حافظه در رایانه‌های نسل سوم به چندین برابر قبل افزایش یافت.
در فاصله زمانی سال‌های ۱۹۶۴ تا ۱۹۷۱ شرکت‌های از قبیل آی‌بی‌ام، جنرال الکتریک، باروز، یونیواک، آرسی‌ای، ان‌سی‌آر، سی‌دی‌سی، هانیول و تعداد زیادی از شرکت‌های کوچکتر ارائه گردید. به ویژه شرکت دک با تولید مینی رایانه‌های پی‌دی‌پی ۱۰ و پی‌دی‌پی ۱۱ راه را برای پیشرفت سریع پدیده مینی رایانه‌ها باز کرد و هزاران مینی رایانه به بازار عرضه کرد.

### رایانه‌های نسل چهارم
در ساختمان رایانه‌های نسل چهارم از مدارهای مجتمع الکترونیکی با تراکم متوسط و زیاد که حاوی هزارها تا صدها هزار عنصر الکترونیکی بودند و بر روی یک تراشه مربع یا مستطیل شکل از جنس سیلیکان به سطح یک سانتیمتر مربع قرار گرفته بودند استفاده می‌گردید. سرعت عمل و ظرفیت حافظه رایانه‌های نسل چهارم به نسبت نسل قبلی افزایش زیادی داشت. توانایی قرار دادن مدارهای مجتمع الکترونیکی زیادی بر روی یک سطح بسیار کوچک سبب پیدایش ریزپردازنده در آغاز این دوره گردید که می‌توانست بر روی یک سطح یک تراشه قرار بگیرد. ریز پردازنده دارای کلیه مدارهای مورد نیاز جهت عملیات حسابی، منطقی و کنترلی بود و با افزودن تعدادی تراشه جهت حافظه و سایر مدارهای مکمل به آن یک پردازشگر کامل به وجود آمد و در نتیجه ریز رایانه پا به عرصه وجود گذاشت.
با معرفی اولین ریزپردازنده به نام ۴۰۰۴ در سال ۱۹۷۱ توسط شرکت اینتل و عرضه ریزوردازنده ۸ بیتی ۸۰۸ در اواخر همان سال و ریزپردازنده ۸۰۸۰ در سال ۱۹۷۴ توسط همان شرکت، زمینه کاری جهت ساختن رایانه‌های شخصی (PC) فراهم گردید. با معرفی ریز رایانه سلب ۸-اینچ در سال ۱۹۷۲۱۹۷۲ توسط شرکت سلبی و ریز رایانه التایر ۸۸۰ در سال ۱۹۷۵ توسط شرکت میتس و ساخت ریزپردازنده‌های مختلف توسط شرکت‌های اینتل، زیلاک، موتورولا و ام‌اُ‌اس تکنالوژی، فرایند ساخت و معرفی ریزرایانه‌ها روز به روز گسترش یافت و توسط شرکت‌های مختلف از آن جمله اپل(Apple)، آتاری(Atari)، کامودر(commodore) و آی‌بی‌ام(IBM) ریز رایانه‌های گوناگونی عرضه گردید.
در دهه ۸۰ میلادی در زمینه رایانه‌های بزرگ و مینی رایانه‌ها شرکت‌های مختلف از آن جمله آی‌بی‌ام (IBM)، سی‌دی‌سی (CDC)، دک (DEC) و باروز (Burroughs) رایانه‌های بسیار پیشرفته‌ای ساختند و به بازار عرضه نمودند.
در همین دهه ابر رایانه‌های پیشرفته‌ای توسط شرکت‌های مختلف از جمله کری آی‌بی‌ام، سی‌دی‌سی، فوجیتسو، هیتاچی و نک ساخته شدند.

### رایانه‌های نسل پنجم
در رایانه‌های نسل پنجم که از سال ۱۹۹۰ به بعد هستند اندازهٔ تراشه‌ها خیلی کوچکتر شده و از پردازنده‌های با تراکم خیلی زیاد در آن‌ها استفاده می‌شود. در این نسل از رایانه به جای معماری ترتیبی از معماری موازی بهره گرفته شده. کشورهای پیشرفتهٔ زیادی مانند آمریکا و ژاپن پژوهش‌های زیادی برای ساخت رایانه‌های بسیار پیشرفته در گذشته و حال انجام داده‌اند. ابر رایانه‌های در دست ساخت به نام سی ام ۵ که از ۳۲ تا ۱۶٬۰۰۰ پردازنده به صورت موازی بهره خواهند گرفت، سرعت رایانه را تا دو برابر ترافلاپس (تریلیون عملیات اعشاری در ثانیه) خواهند رساند.
نسل پنجم رایانه‌ها که ایده آن اولین بار توسط ژاپنی‌ها در سال ۱۹۸۰ مطرح شد، ساختن رایانه‌هایی را پیشنهاد می‌کند که بتوانند بیاموزند، استنباط کنند و تصمیم بگیرند و به‌طور کلی رفتاری داشته باشند که معمولاً در حوزه منطق و استدلال خاص انسان قرار دارد و به عبارت ساده‌تر هوشمند باشند. در این نسل از مدارهای مجتمع با تراکم فوق‌العاده بالا استفاده می‌شود.
بعد از موفقیت کامل بشر در ساخت رایانه‌های هوشمند، ایده بعدی انسان طراحی رایانه‌ای خواهد بود که مدارهای داخلی آن کپی‌برداری عینی از مغز آدمی است.
با توجه به تحولات در تغییر نسل‌های رایانه‌ها، در نسل آینده باید منتظر تغییرهای زیر باشیم:
- کاهش حجم مدارها تا حد مینیاتوری شدن و نیز کاهش توان مصرفی لازم
- افزایش پیچیدگی مدارها
- افزایش کارایی و بهبود کیفیت عملکرد مدارها
- افزایش سرعت عملکرد مدارها

## مشخصات کلی
1. پیشرفت‌های سخت‌افزاری
الف) مینیاتوری کردن (کاهش حجم دستگاه‌ها و اجزای آنها)
ب) افزایش ظرفیت حافظه به چندین برابر قبل
ج) استفاده از دستگاه‌های واسطه(Media)، با قابلیت دسترسی مستقیم
د) قدرت ارتباط با نقاط دور و متعدد
2. پیشرفت‌های نرم‌افزاری
الف) هماهنگی بیشتر با سخت‌افزار
ب) هماهنگی بیشتر با سیستم‌عامل
ج) پیشرفت در زبان‌های برنامه‌نویسی و به‌کارگیری زبان‌های سطح بالا
3. عملیات و بهره‌برداری
الف) استفاده از روش‌های پردازش مستقیم(on-line) و بازده فوری(real time)
ب) اجرای هم‌زمان چند برنامه با یکدیگر

تقسیم‌بندی و تفکیک نسل‌های رایانه‌ای تا قبل از نسل چهارم(Forth Generation)، به لحاظ تغییرات عمده در پیشرفت و تکامل رایانه در هر نسل، به سهولت صورت گرفت. دراوایل سال ۱۹۷۰ تکنیک‌های جدیدتری در ساخت و بهره‌گیری از رایانه‌ها به کار برده شدکه بسیاری از دست اندرکاران آن را نسل چهارم نامیدند. مهم‌ترین تغییرات در سخت‌افزار رایانه‌های نسل چهارم، به کارگرفتن مدارهای مجتمع با تراکم زیاد و تراکم خیلی زیاد است.
در نسل سوم از تراکم SSI(Small Scale Integration) و (Scale Integration Medium)MSI یعنی تراکم کم و تراکم متوسط بهره گرفتند؛ ولی درنسل چهارم از تراکم (Scale Integration ) LSI،(Scale Integration Very Large) VLSI و (Ultra Large Scale Integration)ULSI یعنی تراکم بالا، خیلی بالا و فوق العاده بالا بهره می‌گیرند. نسل چهارم همچنین از حافظه نیمه هادی (Semiconductor) و میکرو پروسسور (Microprocessor)، سیستم‌های محاوره‌ای (Interactive System)، پردازش مستقیم و شبکه‌های رایانه‌ای (Computer Network) بهره جسته‌است.
توسعه و پیشرفت سخت‌افزار رایانه‌های فعلی، در مقایسه با نسل‌های قبلی با بررسی چند عامل نظیر سرعت، اندازه، هزینه و ظرفیت حافظه روشن می‌گردد.
در رایانه‌های اولیه از لامپ خلأ استفاده می‌شد و به همین جهت حجم و وزن زیادی داشتند (رایانه انیاک ۳۰ تن وزن داشت) به کار بردن ترانزیستور در نسل دوم به‌طور قابل ملاحظه‌ای، اندازه رایانه‌ها را کاهش داد. در یک فوت مربع از رایانه‌های نسل اول ۶۰۰۰ مؤلفه وجود داشت که با بکاربردن ترانزیستور۱۰۰۰۰۰ مدار در همان حجم کار می‌کرد. در رایانه‌های فعلی که در آن‌ها میکروالکترونیک و مدارهای مجتمع با تراکم زیاد به کار می‌رود بیش از ۱۰ میلیون مدار در یک فوت مربع کار می‌کند.

## نگارخانه

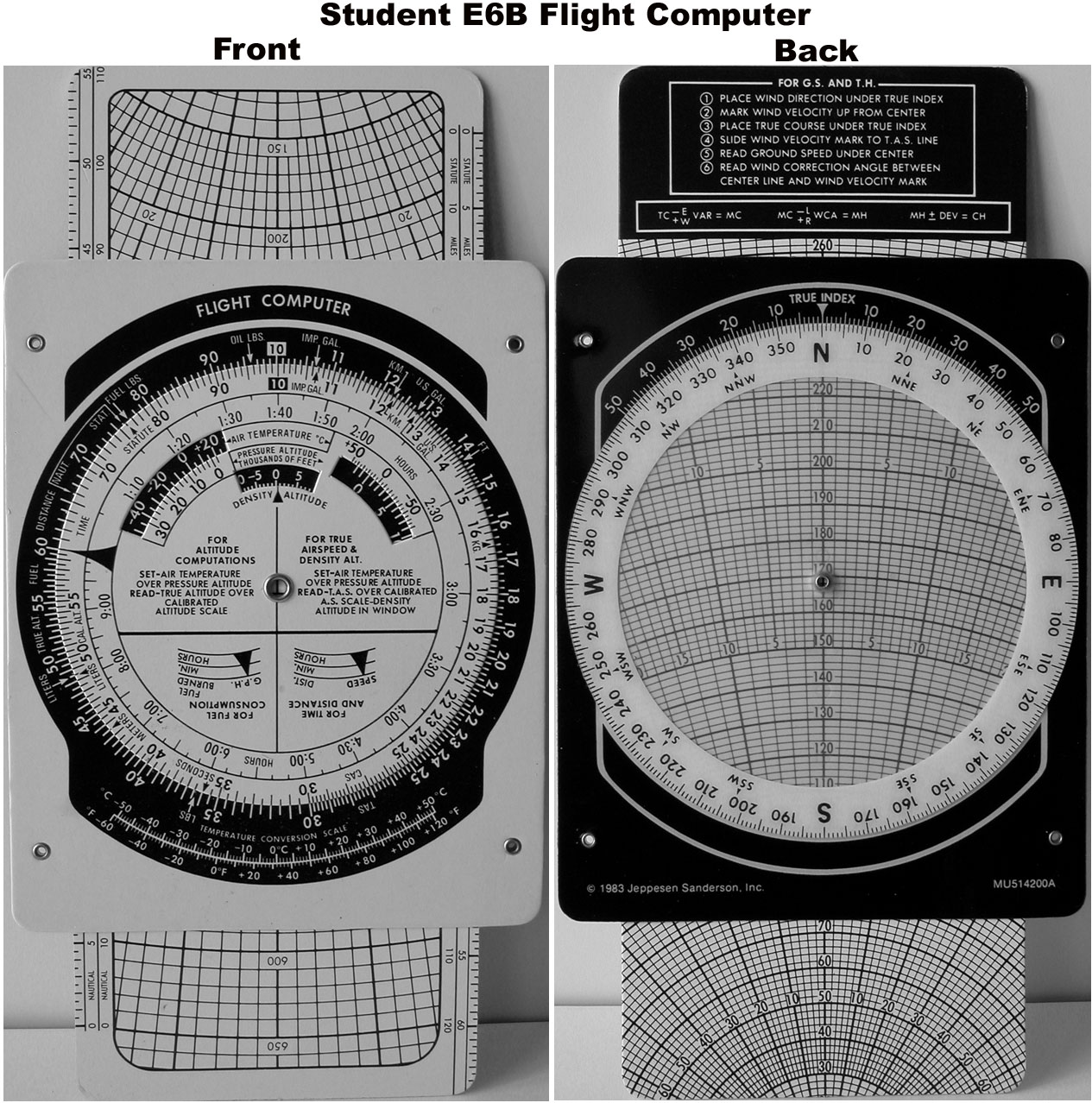
E6B یک رایانه پروازی (Flight computer) جهت محاسبات پروازی